# Беларусь на «Детском Евровидении»
Беларусь на детском конкурсе песни «Евровидение» принимала участие с 2003 по 2020 год. Являлась двукратным победителем детского «Евровидения» — в 2005 и 2007 годах. Организацию национальных отборов производила Белтелерадиокомпания. Конкурс транслировался ежегодно в прямом эфире на национальном канале Беларусь-1 и на спутниковом канале Беларусь 24.
В 2010 и 2018 годах Детское Евровидение проходило в столице Беларуси Минске, организатором выступила Национальная государственная телерадиокомпания Республики Беларусь.

## Участники
Победитель
     Второе место
     Третье место
     Четвёртое место
     Пятое место
     Последнее место
     Не участвовала или была дисквалифицирована
     Несостоявшееся участие
| Год                                                              | Место проведения | Исполнитель                               | Песня               | Перевод          | Язык                         | Место | Баллы |
| ---------------------------------------------------------------- | ---------------- | ----------------------------------------- | ------------------- | ---------------- | ---------------------------- | ----- | ----- |
| 2003                                                             | Копенгаген       | Ольга Сацюк                               | «Танцуй»            | «Танцуй»         | Белорусский                  | 4     | 104   |
| 2004                                                             | Лиллехаммер      | Егор Волчек                               | «Спявайце са мною»  | «Спойте со мной» | Белорусский                  | 14    | 9     |
| 2005                                                             | Хасселт          | Ксения Ситник                             | «Мы вместе»         | —                | Русский                      | 1     | 149   |
| 2006                                                             | Бухарест         | Андрей Кунец                              | «Новый день»        | —                | Русский                      | 2     | 129   |
| 2007                                                             | Роттердам        | Алексей Жигалкович                        | «С друзьями»        | —                | Русский                      | 1     | 137   |
| 2008                                                             | Лимасол          | Даша Надина, Алина Молош и Карина Жукович | «Сердце Беларуси»   | —                | Белорусский, Русский         | 6     | 86    |
| 2009                                                             | Киев             | Юрий Демидович                            | «Волшебный кролик»  | —                | Русский, латынь, Вымышленный | 9     | 48    |
| 2010                                                             | Минск            | Даниил Козлов                             | «Музыки свет»       | —                | Русский                      | 5     | 85    |
| 2011                                                             | Ереван           | Лидия Заблоцкая                           | «Ангелы добра»      | —                | Русский                      | 3     | 99    |
| 2012                                                             | Амстердам        | Егор Жешко                                | «А море, море»      | —                | Русский                      | 9     | 56    |
| 2013                                                             | Киев             | Илья Волков                               | «Пой со мной»       | —                | Русский                      | 3     | 108   |
| 2014                                                             | Марса            | Надежда Мисякова                          | «Сокал»             | «Сокол»          | Белорусский                  | 7     | 71    |
| 2015                                                             | София            | Руслан Асланов                            | «Волшебство»        | —                | Русский,английский           | 4     | 105   |
| 2016                                                             | Валлетта         | Александр Минёнок                         | «Музыка моих побед» | —                | Русский,английский           | 7     | 177   |
| 2017                                                             | Тбилиси          | Хелена Мерааи                             | «Я самая»           | —                | Русский                      | 5     | 149   |
| 2018                                                             | Минск            | Даниель Ястремский                        | «Time»              | «Время»          | Русский, английский          | 11    | 114   |
| 2019                                                             | Гливице          | Елизавета Мисникова                       | «Пепельный»         | —                | Русский,английский           | 11    | 92    |
| 2020                                                             | Варшава          | Арина Пехтерева                           | «Aliens»            | «Пришельцы»      | Русский,английский           | 5     | 130   |
| Дисквалифицирована с 2021 года из-за приостановки членства в ЕВС |                  |                                           |                     |                  |                              |       |       |

## История

### 2003 год
Беларусь начала участвовать в детском конкурсе с момента его основания, с 2003 года.
В 2003 году национальный отбор участника «Детского Евровидения» в Беларуси происходил в виде конкурса «Созвездие надежд». Победу на нём одержала 10-летняя Ольга Сацюк, представившая позже страну на «Детском Евровидении — 2003» с песней «Танцуй». Там она заняла четвёртое место, набрав 104 балла.

### 2004 год
В 2004 году среди девяти финалистов белорусского национального отбора был выбран Егор Волчек с песней «Спявайце са мною» (с бел. — «Пойте со мной»). Он же представил Беларусь на «Детском Евровидении — 2004». Егор занял 14 место, набрав 9 баллов.

### 2005 год

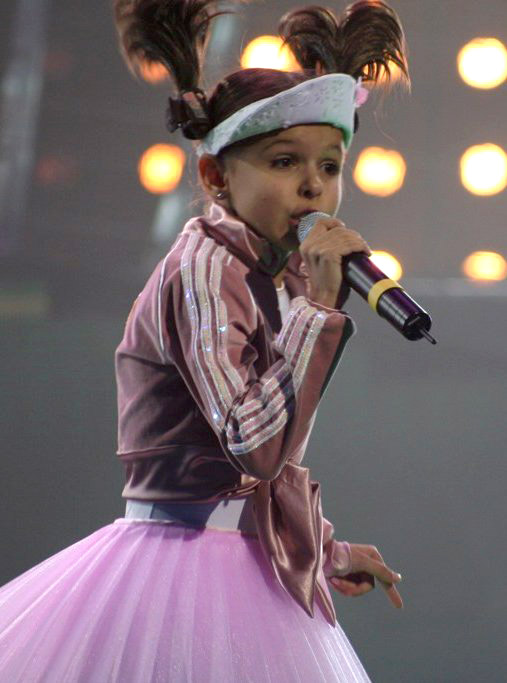
Ксения Ситник на детском Евровидении-2005

В 2005 году посредством национального отбора Беларуси была выбрана Ксения Ситник, победительница детского конкурса в рамках фестиваля «Славянский базар в Витебске». Она исполнила песню «Мы вместе» и набрала на национальном отборе 6497 голосов. Второе и третье места соответственно заняли двенадцатилетняя Кулагина Ирина из Лепеля с песней «Раніца» (с бел. — «Утро») и дуэт Лила Михаила с Полиной Жданович из Мозыря с песней «Мары нябёс» (с бел. — «Мечты небес»).
В роли бэк-вокалистов Ксении Ситник на международном конкурсе выступали Василий Раинчик (младший) и Полина Жданович. Беларусь одержала победу на «Детском Евровидении — 2005», набрав 149 баллов и заняв первое место.

### 2006 год
Приём заявок на участие в национальном отборе 2006 года продолжался до 8 сентября 2006 года. 11 сентября был оглашён список финалистов отбора. 30 сентября состоялся финал отбора, где победу одержал Андрей Кунец, выступивший под шестым номером с песней «Новый день», которую сочинил сам.
На международном конкурсе Андрей Кунец с этой песней занял второе место, набрав 129 баллов.

### 2007 год

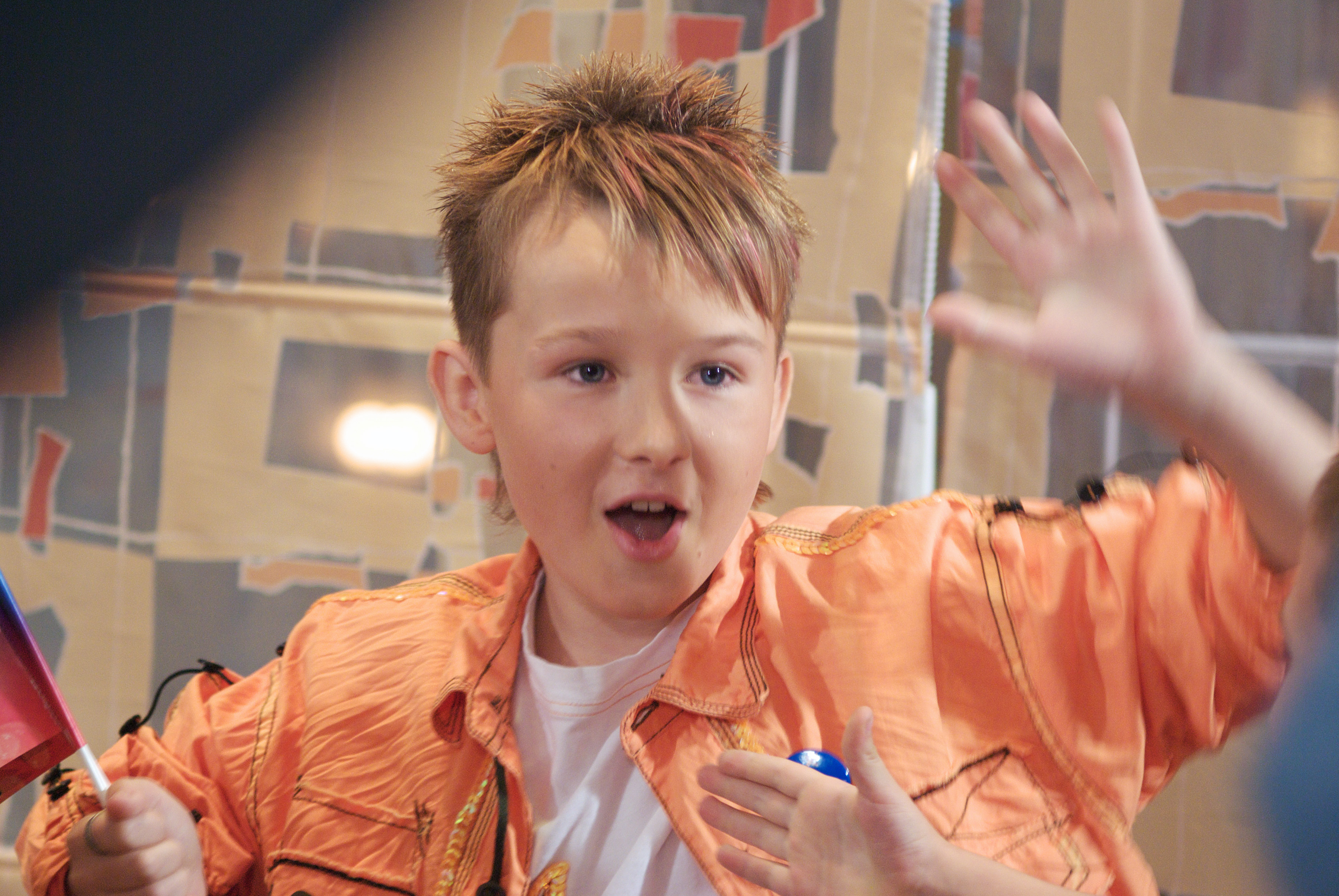
Алексей Жигалкович в 2007 году

Приём заявок на белорусский национальный отбор 2007 года был окончен 31 мая. 8 июня профессиональное жюри под председательством Василия Раинчика выбрало финалистов. Финал отбора состоялся 13 сентября. Победу на нём одержал Алексей Жигалкович с песней «С друзьями». На международном конкурсе Алексей одержал победу, заняв первое место и набрав 137 баллов. Победа была одержана с отрывом от исполнителя из Армении, занявшего второе место, в 1 балл.

### 2008 год
В 2008 году организация конкурса была полностью поручена Белтелерадиокомпании (ранее соорганизатором являлось Министерство культуры Республики Беларусь). Национальный отбор продолжался до 28 февраля. 20 марта жюри выбрало 20 полуфиналистов конкурса. Полуфинал был записан 27 мая и показан 1 июня, в его ходе было выбрано 10 финалистов. Финал прошёл 12 сентября. Победу на нём одержало трио: Дарья Надина, Алина Молош и Карина Жукович с песней «Сердце Беларуси».
На международном конкурсе Беларусь заняла 6 место, набрав 86 баллов.

### 2009 год
Для участия в конкурсе в 2009 году в адрес Белтелерадиокомпании поступило 63 заявки.
31 марта 2009 года профессиональное жюри выбрало 17 песен для полуфинала. 2 апреля 2009 года в Национальном центре музыкального искусства имени Владимира Мулявина состоялось прослушивание полуфиналистов, которое провели члены жюри и консультанты по вокалу, хореографии, сценическому костюму. Полуфинальный гала-концерт республиканского детского конкурса «Песня для Евровидения» 2009 года был показан по телевидению 1 июня.
Финал республиканского конкурса прошёл 10 сентября 2009 года. Победитель республиканского конкурса был определён по итогам телефонного голосования телезрителей и голосования профессионального жюри. Им стал двенадцатилетний Юрий Демидович из Минска с песней «Волшебный кролик».
Юрий Демидович занял на международном конкурсе 9 место, набрав 48 баллов.

### 2010 год
В 2010 году, согласно решению Европейского вещательного союза, «Детское Евровидение» прошло в Минске. Местом проведения конкурса стал спортивный комплекс Минск-Арена. Ведущими конкурса стали Денис Курьян и Лейла Исмаилова.
10 сентября состоялся финал национального отбора участника от Беларуси. Победу на нём одержал Даниил Козлов с песней «Музыки свет».
В итоговом международном конкурсе 20 ноября Беларусь заняла 5 место, набрав 85 баллов.

### 2011 год
На «Детском Евровидении — 2011» в Ереване Лидия Заблоцкая заняла 3 место с 99 баллами. Столько же баллов набрала участница из России Екатерина Рябова, но поскольку за Лидию проголосовало большее количество стран, спор был решён в пользу Лидии: Екатерина заняла 4 место.

### 2012 год
28 сентября 2012 года был объявлен представитель страны на конкурсе «Детское Евровидение — 2012». Им стал двенадцатилетний Егор Жешко с песней «А море, море миа», набравший в национальном конкурсе «Песня для Евровидения» 24 балла.
В итоговом международном конкурсе Беларусь заняла 9 место, набрав 56 очков.

### 2013 год

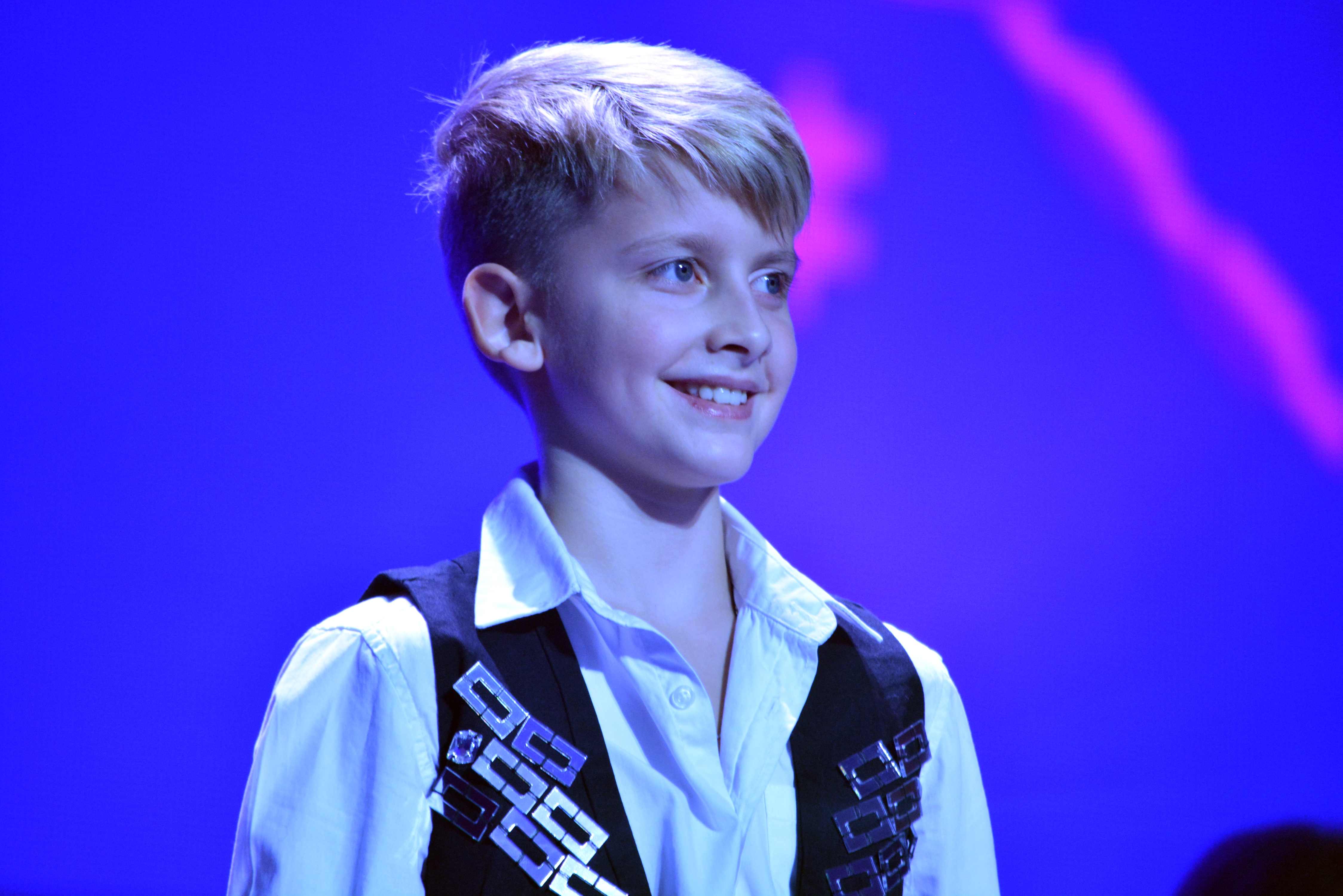
Илья Волков

В 2013 году по результатам национального отбора на «Детское Евровидение» поехал Илья Волков с песней «Пой со мною». Илья занял 3 место, набрав 108 баллов.

### 2014 год
Приём заявок на участие в национальном отборочном туре 2014 года Белтелерадиокомпания начала 6 марта 2014 года. Заявки принимались до 9 июня. Всего поступило 48 заявок, две из которых были отклонены. На живое прослушивание были приглашены 14 желающих. 17 июня профессиональное жюри определило 10 участников финала. Жеребьёвка очереди выступлений на национальном отборе состоялась 14 августа.
Финал национального отбора состоялся 29 августа 2014 года. Событие транслировалось в прямом эфире телеканалами Беларусь-1 и Беларусь-24. На финале присутствовали представитель официального сайта конкурса, а также наблюдатели от венгерского телеканала MTVA.
| №  | Исполнитель              | Песня                  | Баллы | Место |
| -- | ------------------------ | ---------------------- | ----- | ----- |
| 01 | Юлия Левина              | «Журавы»               | 9     | 8     |
| 02 | Анна Ермакович           | «Мама, это я!»         | 7     | 9     |
| 03 | Надежда Мисякова         | «Сокал»                | 15    | 1     |
| 04 | Владислава Дорошевич     | «Я верю в свою мечту!» | 13    | 6     |
| 05 | Елена Титова             | «Сцена»                | 14    | 4     |
| 06 | Дарья Атрошенко          | «Споёт солнце»         | 5     | 10    |
| 07 | Ангелина Пиппер          | «Выше всех»            | 14    | 5     |
| 08 | Ксения и Павел Лащевские | «Мамина любовь»        | 15    | 3     |
| 09 | Антоний Конопляник       | «Мистер первый»        | 9     | 7     |
| 10 | Анна Зайцева             | «Гэта мой лёс»         | 8     | 2     |

По результатам национального отбора, на «Детское Евровидение — 2014» поехала Надежда Мисякова с песней «Сокал» (с бел. — «Сокол»). На международном конкурсе Надежда заняла 7 место, набрав 71 балл.

### 2015 год

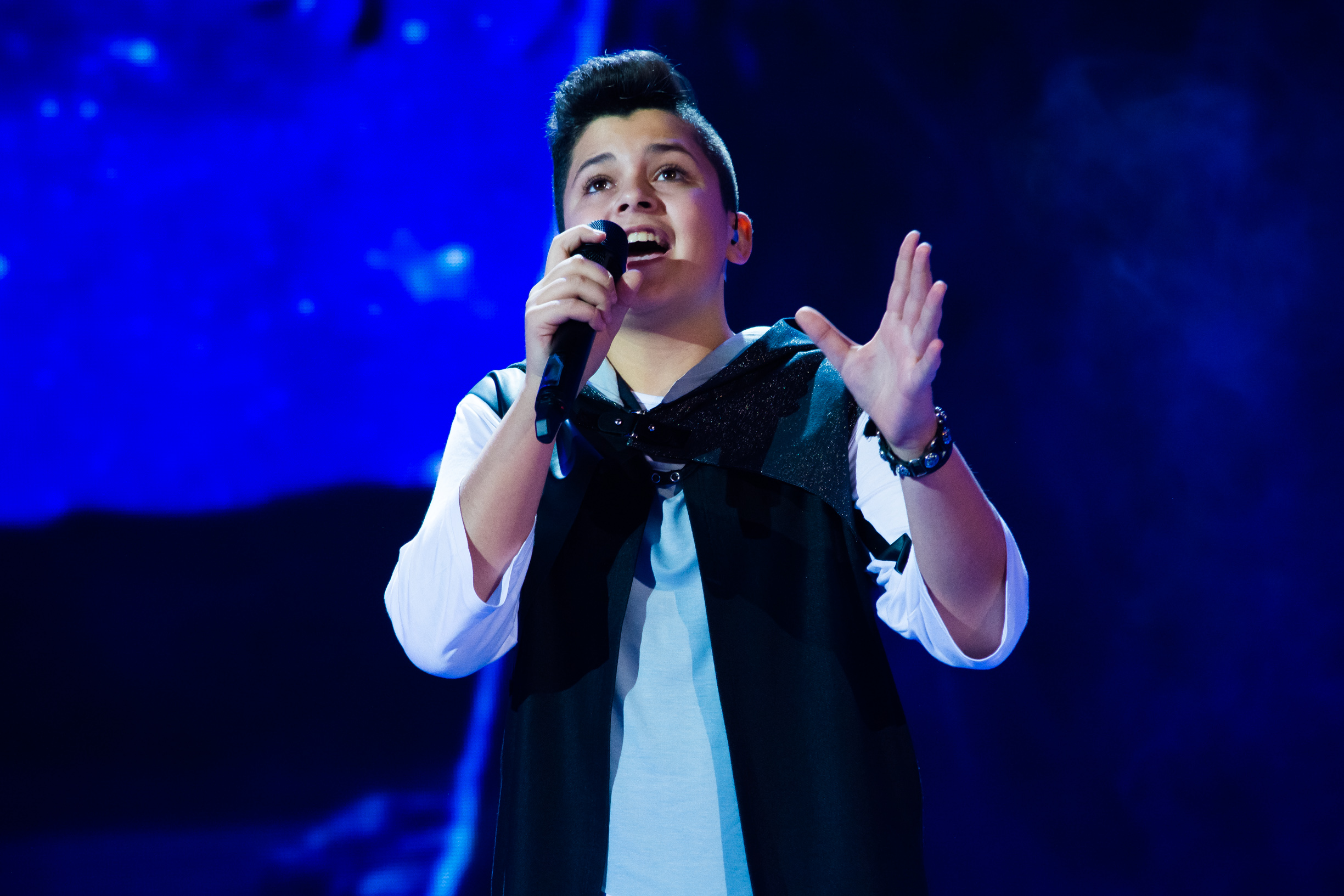
Руслан Асланов на генеральной репетиции Детского Евровидения 2015

Финал национального отбора для «Детского Евровидения — 2015» состоялся 21 августа 2015 года.
| №  | Исполнитель                     | Песня                      | Баллы | Место |
| -- | ------------------------------- | -------------------------- | ----- | ----- |
| 01 | Елизавета Козак и Алёна Товстик | «Позитивный мир»           | 8     | 8     |
| 02 | Группа «Нескучный возраст»      | «Даже если ты не музыкант» | 14    | 2     |
| 03 | Ангелина Василевская            | «Ты поверь в мечту»        | 5     | 10    |
| 04 | Мария Новик                     | «Шаг за шагом»             | 14    | 3     |
| 05 | Ансамбль «Заранак»              | «Жизнь прекрасна»          | 9     | 7     |
| 06 | Александр Маханьков             | «Самыя прыгожыя»           | 5     | 9     |
| 07 | Мария Магильная                 | «Тайну приоткрыть»         | 11    | 6     |
| 08 | Руслан Асланов                  | «Волшебство»               | 24    | 1     |
| 09 | Елизавета Муравьёва             | «Летуценная»               | 13    | 5     |
| 10 | Зинаида Куприянович             | «Мир»                      | 13    | 4     |

Руслан Асланов, победивший в национальном отборе, представил Беларусь на международном конкурсе 2015 года и занял 4 место, набрав 105 баллов.

### 2016 год

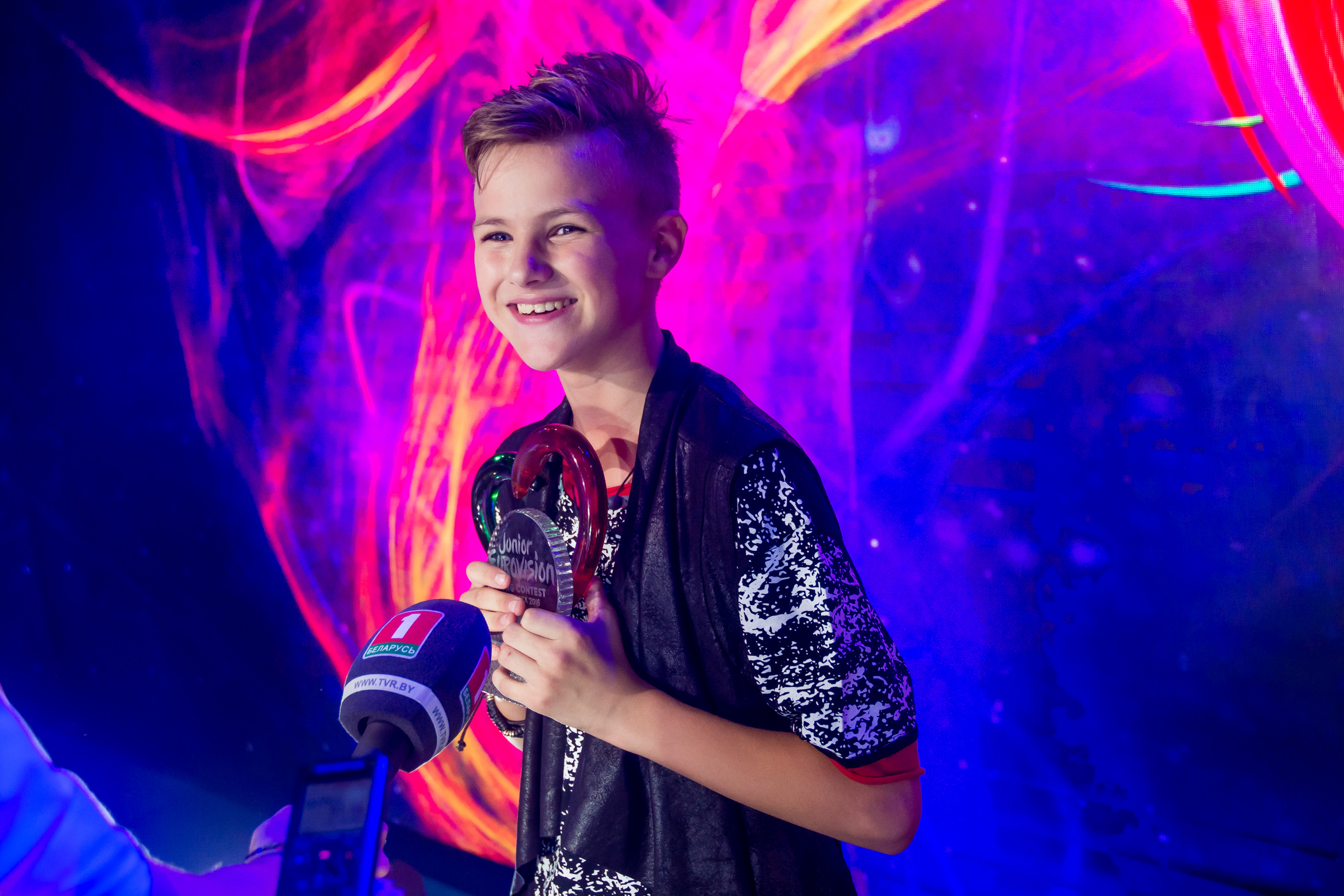
Александр Минёнок

27 июня в Белтелерадиокомпании прошёл полуфинал национального отбора Беларуси на «Детское Евровидение — 2016». К прослушиванию были допущены 45 участников, из которых 39 — сольные исполнители и 6 — вокальные группы. Из них в финал отбора, который состоялся 26 августа 2016 года, вышли 10 участников. По сумме баллов, полученных от телезрителей и жюри, максимальную оценку получили и Александр Минёнок, и Ольга Коновалова. Для определения того, кто всё же поедет на Мальту, было проведено дополнительное голосование жюри, которые отдавали свои символические «сердца» одному из двух конкурсантов.
| №  | Исполнитель         | Песня               | Баллы | Место |
| -- | ------------------- | ------------------- | ----- | ----- |
| 01 | Мария Магильная     | «Звук тишины»       | 12    | 6     |
| 02 | «So-Ni-Ka»          | «Песенка моя»       | 12    | 5     |
| 03 | Елена Титова        | «Не просто так»     | 6     | 9     |
| 04 | Юлия Можиловская    | «Верь в себя»       | 3     | 10    |
| 05 | Стефания Соколова   | «Цветная игра»      | 7     | 8     |
| 06 | «Нескучный Возраст» | «Тыц-тыц»           | 10    | 7     |
| 07 | Мария Жилина        | «Вприпрыжку»        | 12    | 4     |
| 08 | Зинаида Куприянович | «Космос»            | 14    | 3     |
| 09 | Ольга Коновалова    | «Сердца бит»        | 20    | 2     |
| 10 | Александр Минёнок   | «Музыка моих побед» | 20    | 1     |

Больше всего голосов во время национального отбора получил Александр Минёнок, который представил Беларусь на «Детском Евровидении — 2016», где занял 7 место со 177 баллами.
Участники отбора

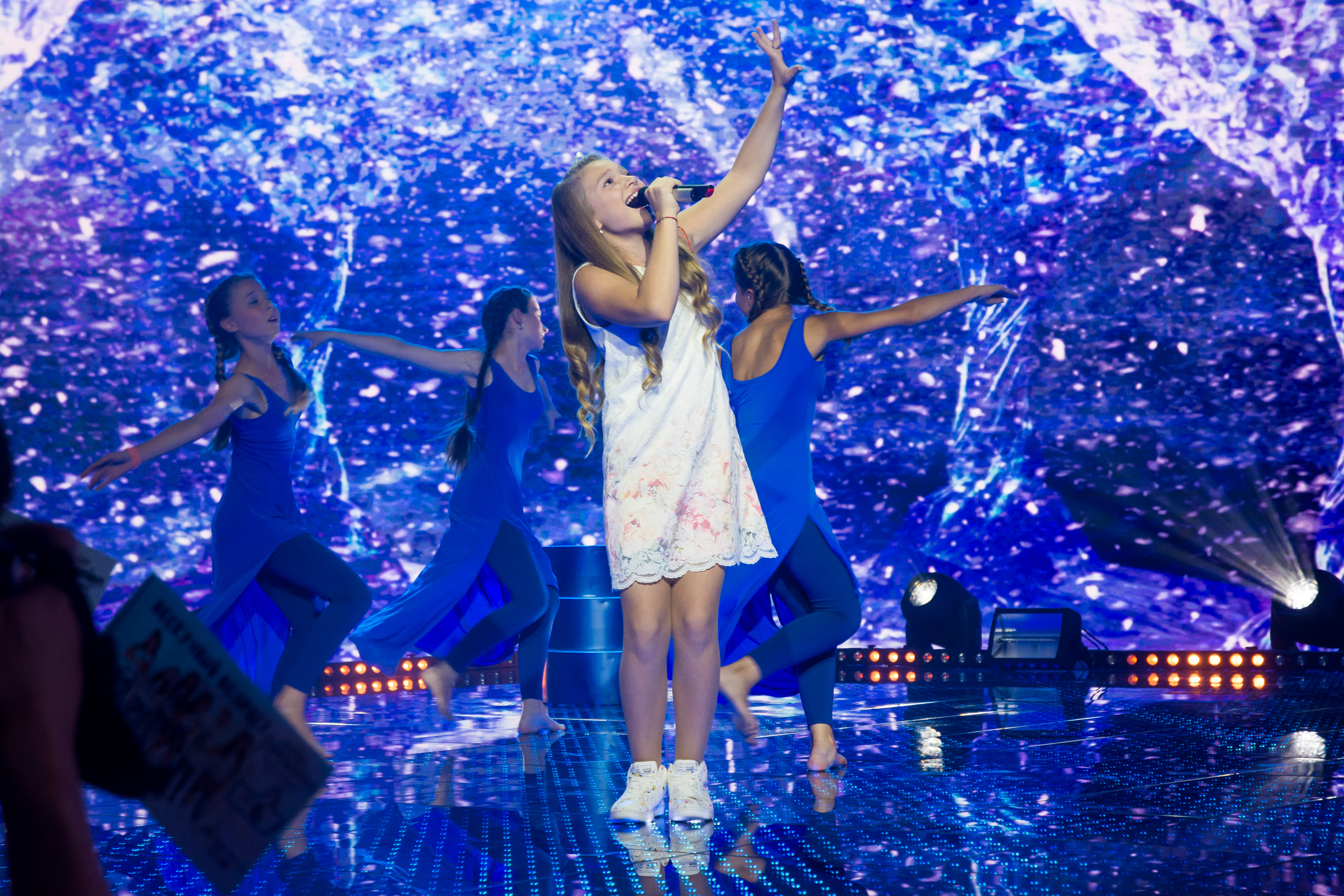
Мария Магильная
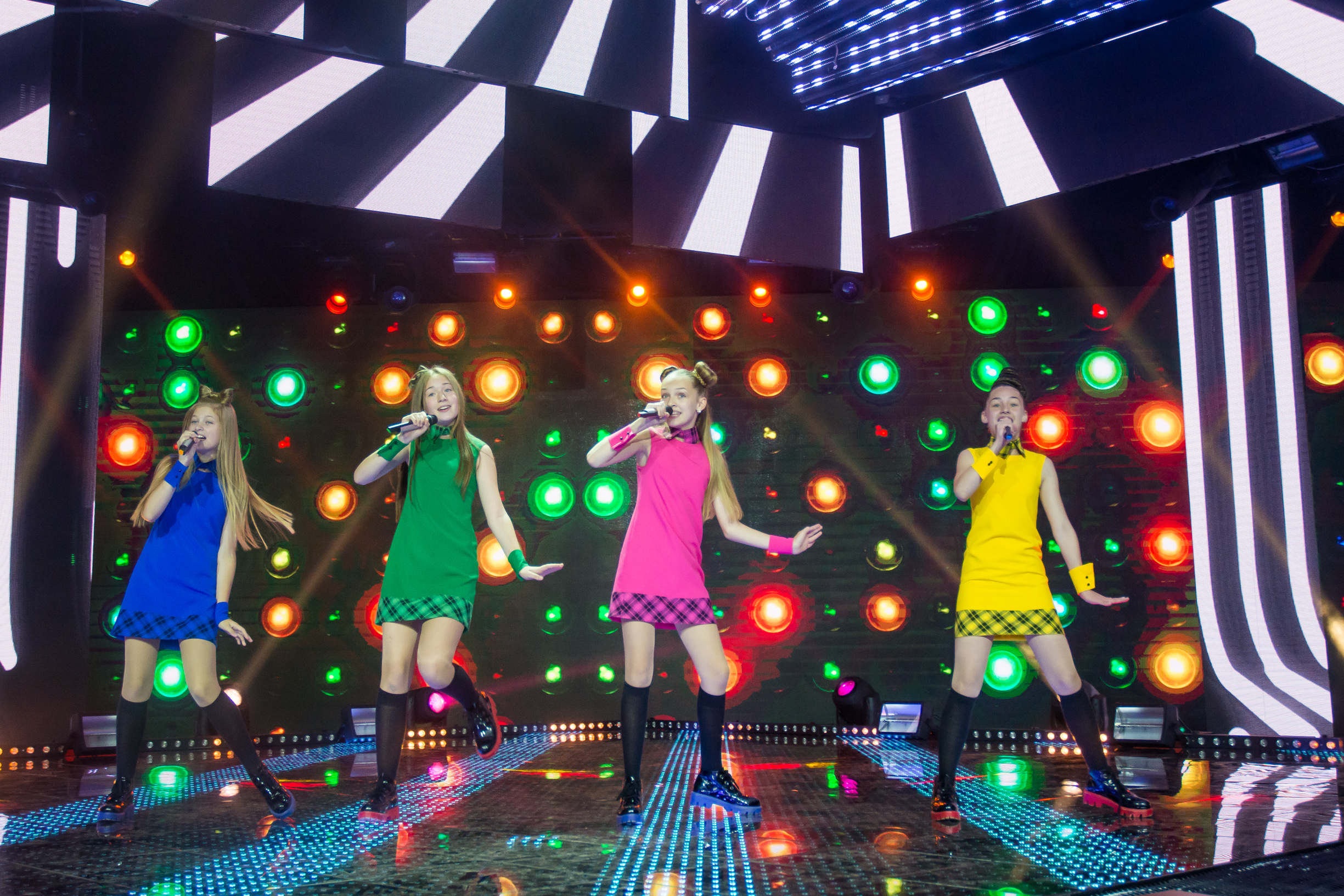
Группа «So-Ni-Ka»
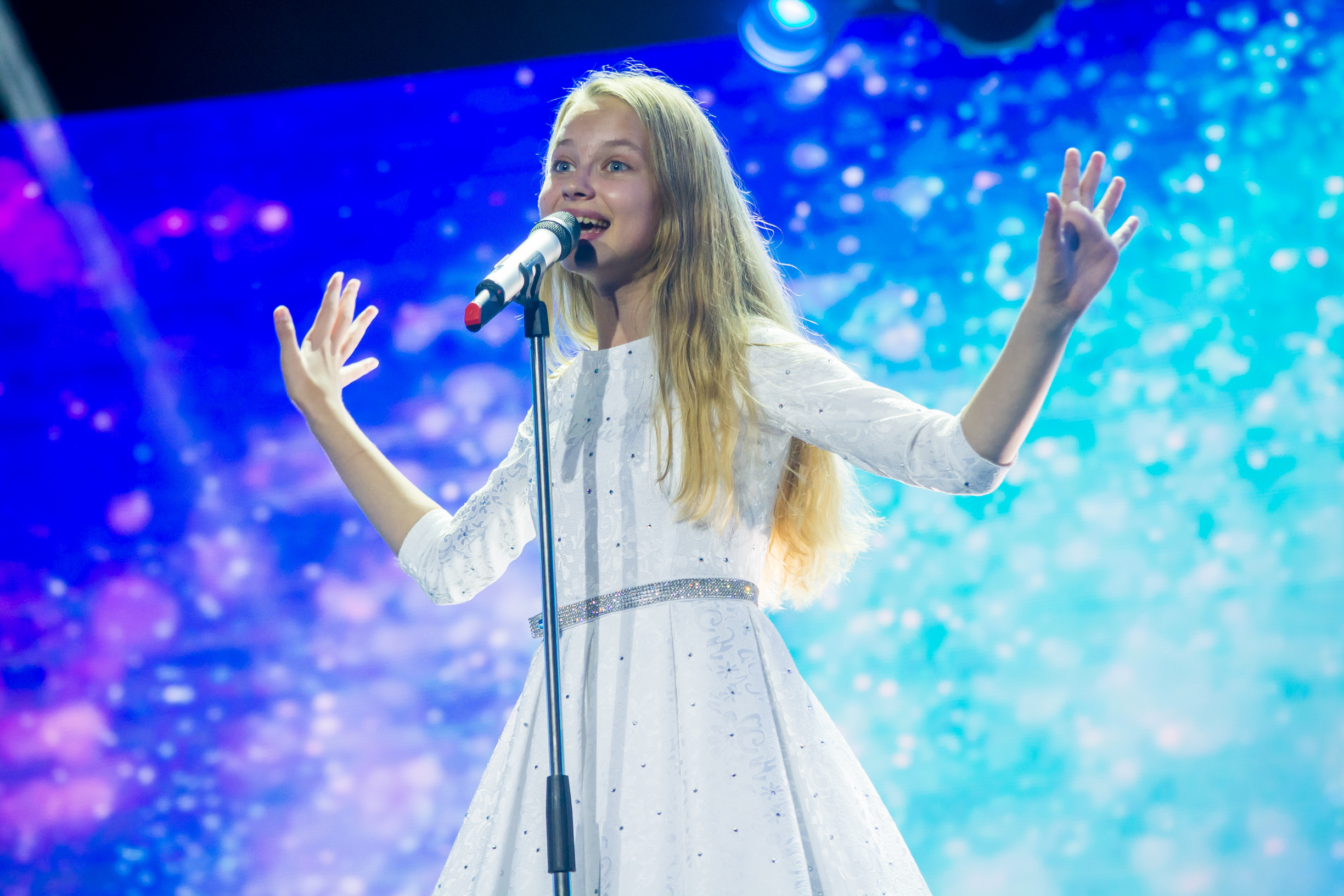
Елена Титова
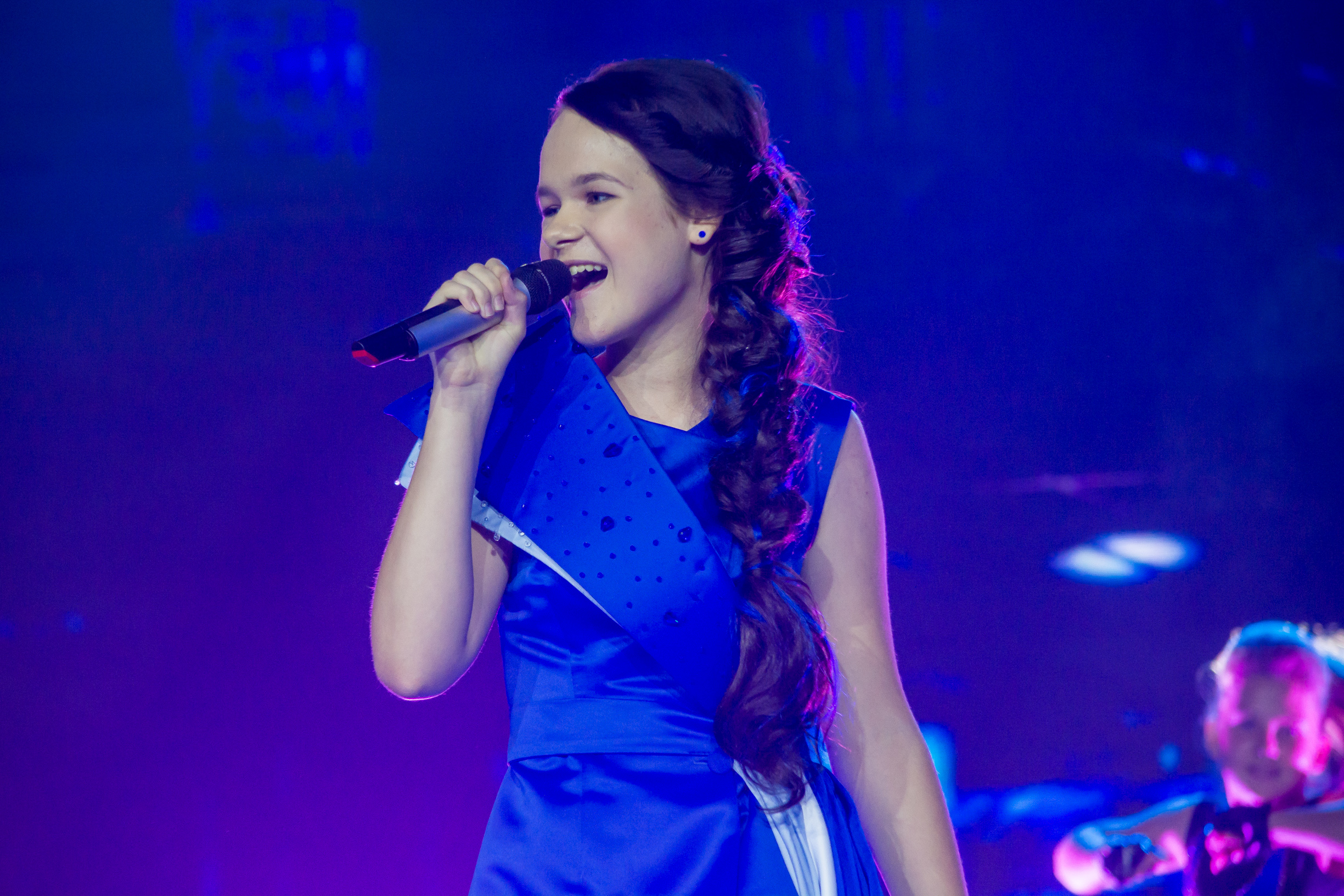
Юлия Можиловская
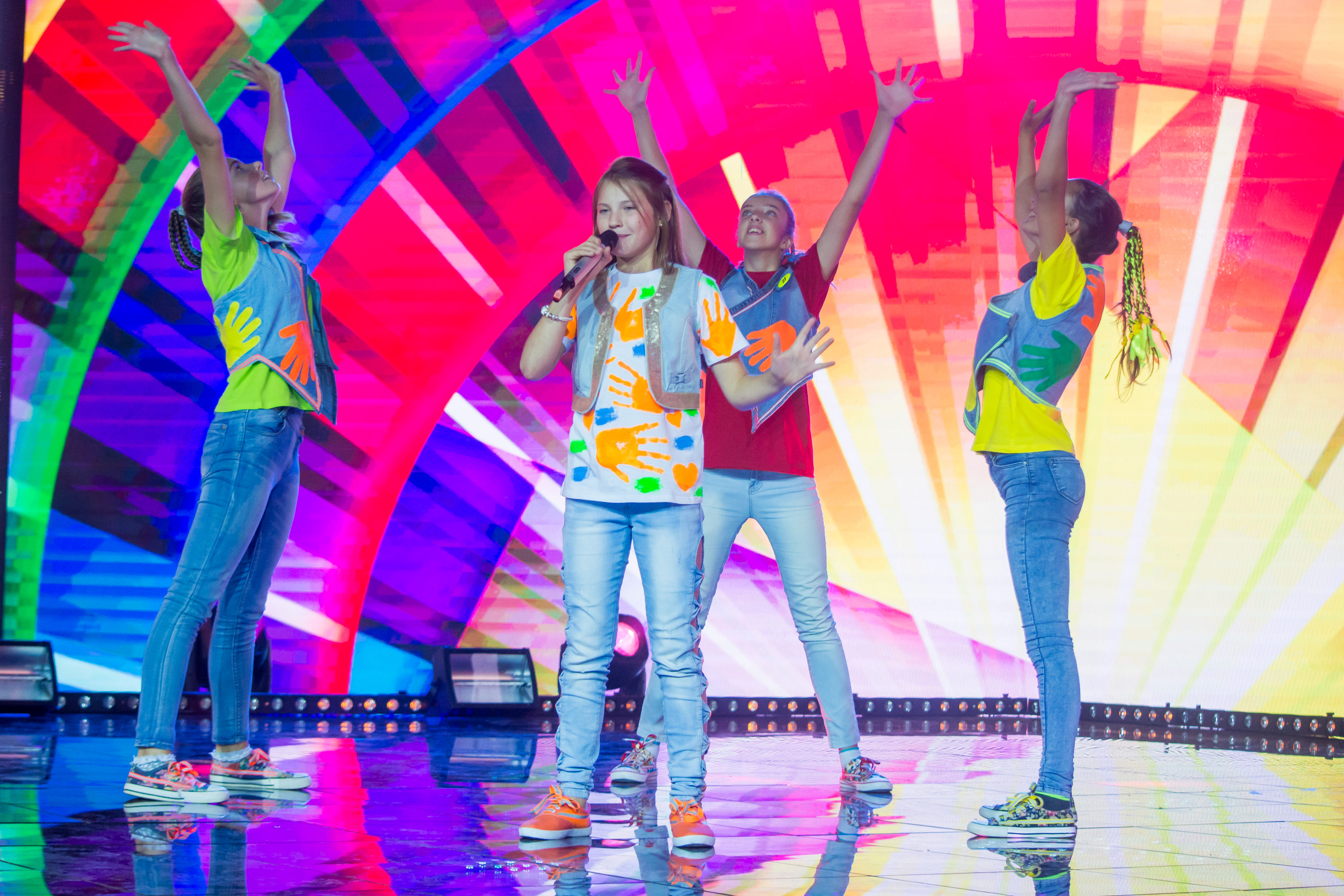
Стефания Соколова
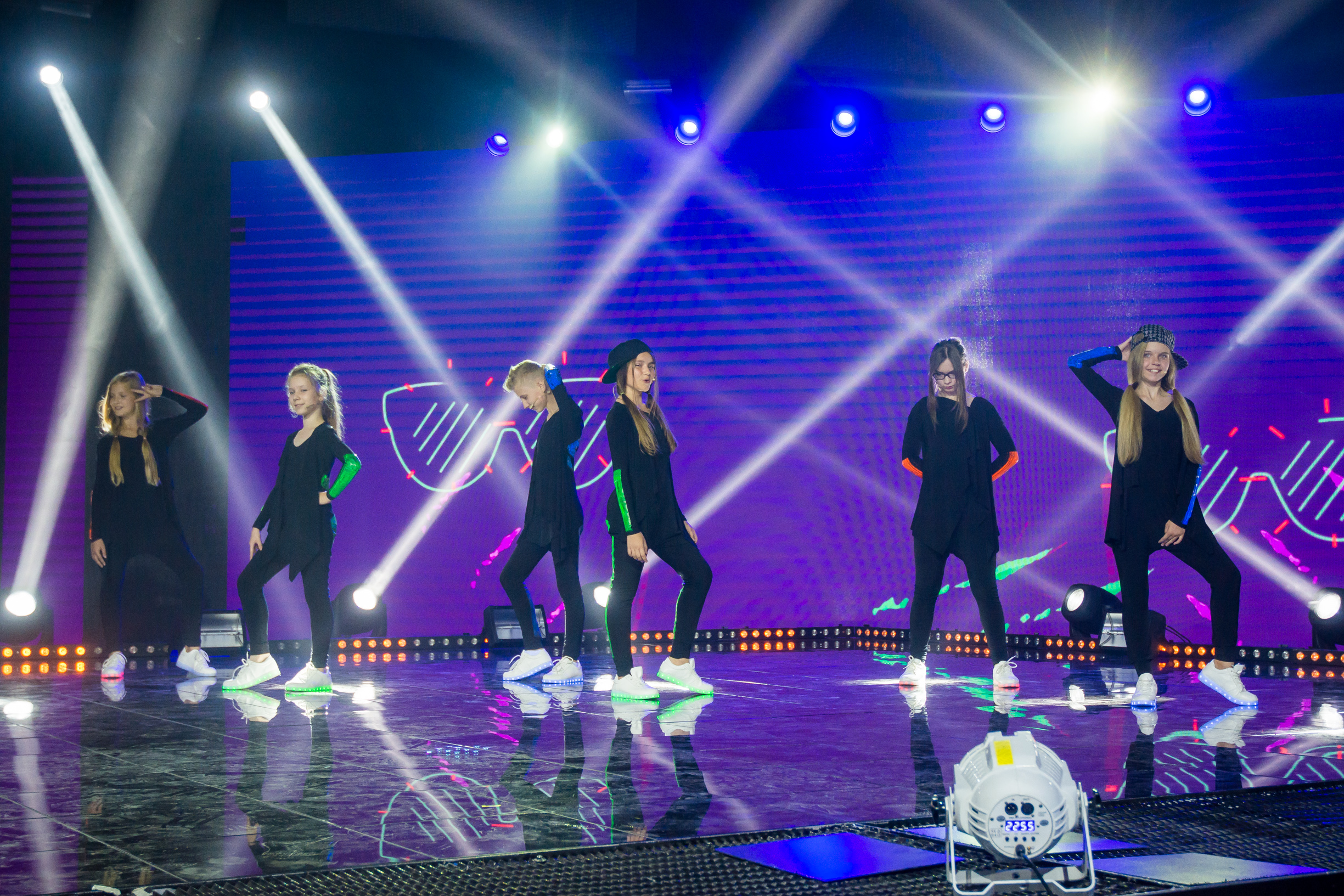
Группа «Нескучный Возраст»
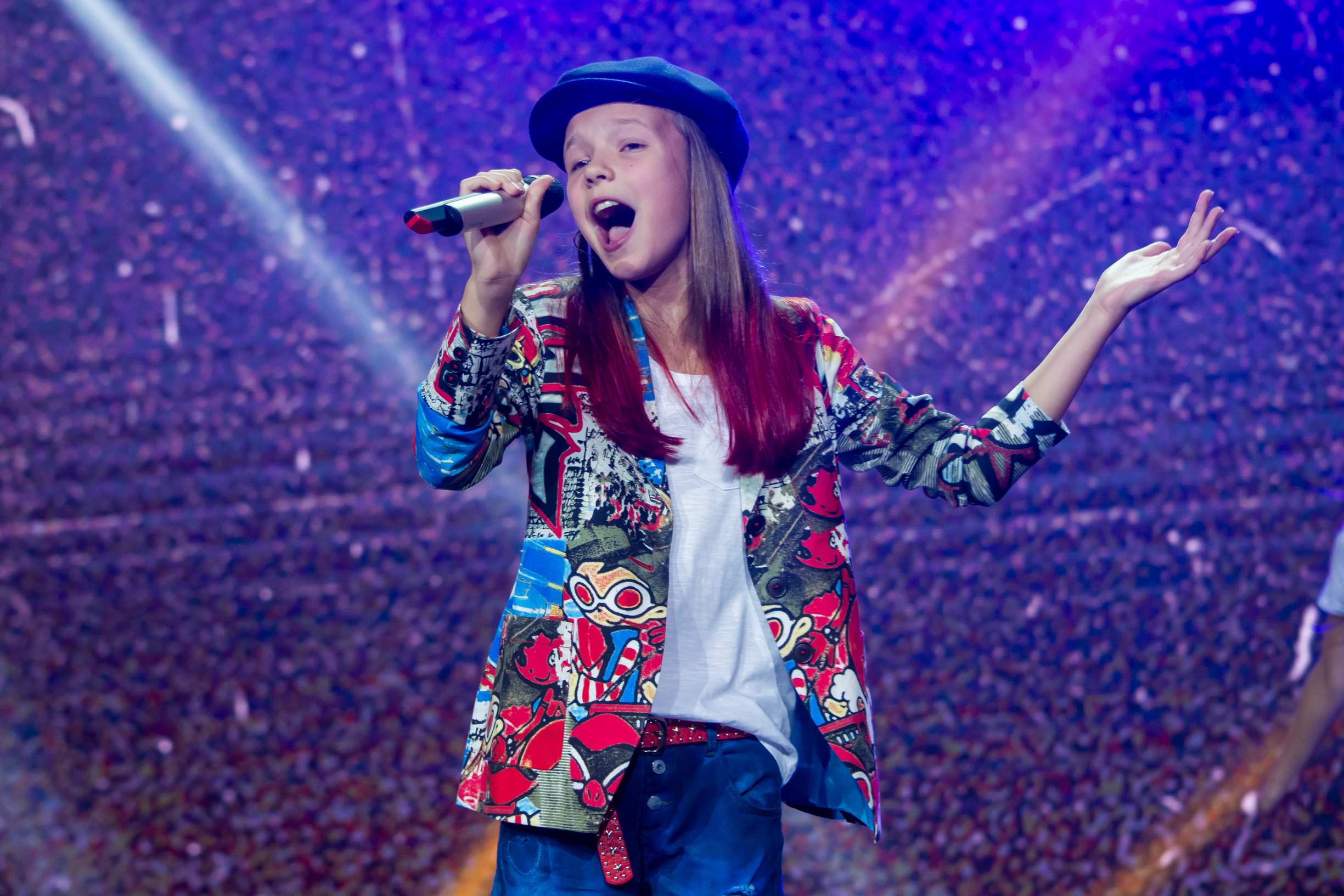
Мария Жилина
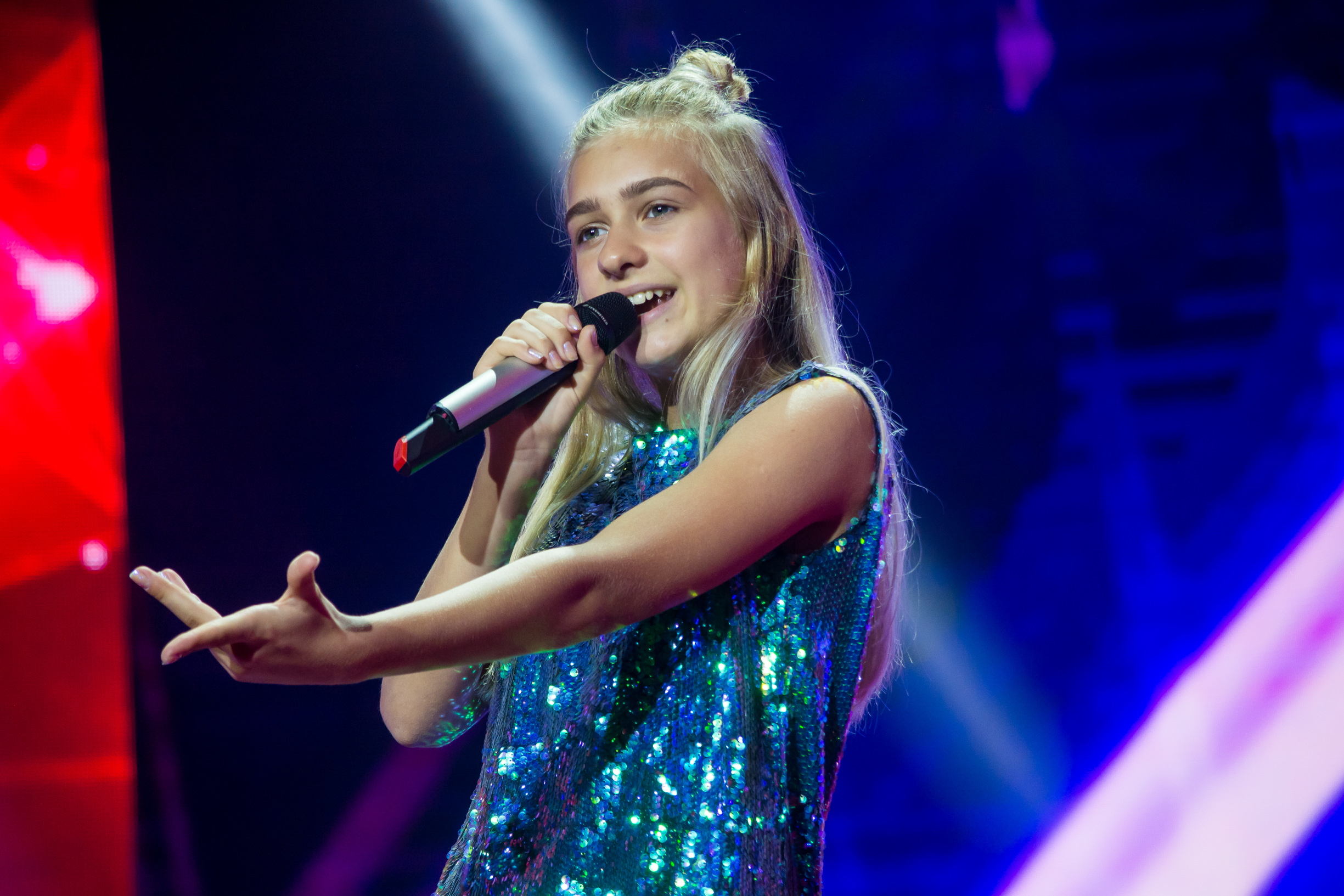
Зинаида Куприянович
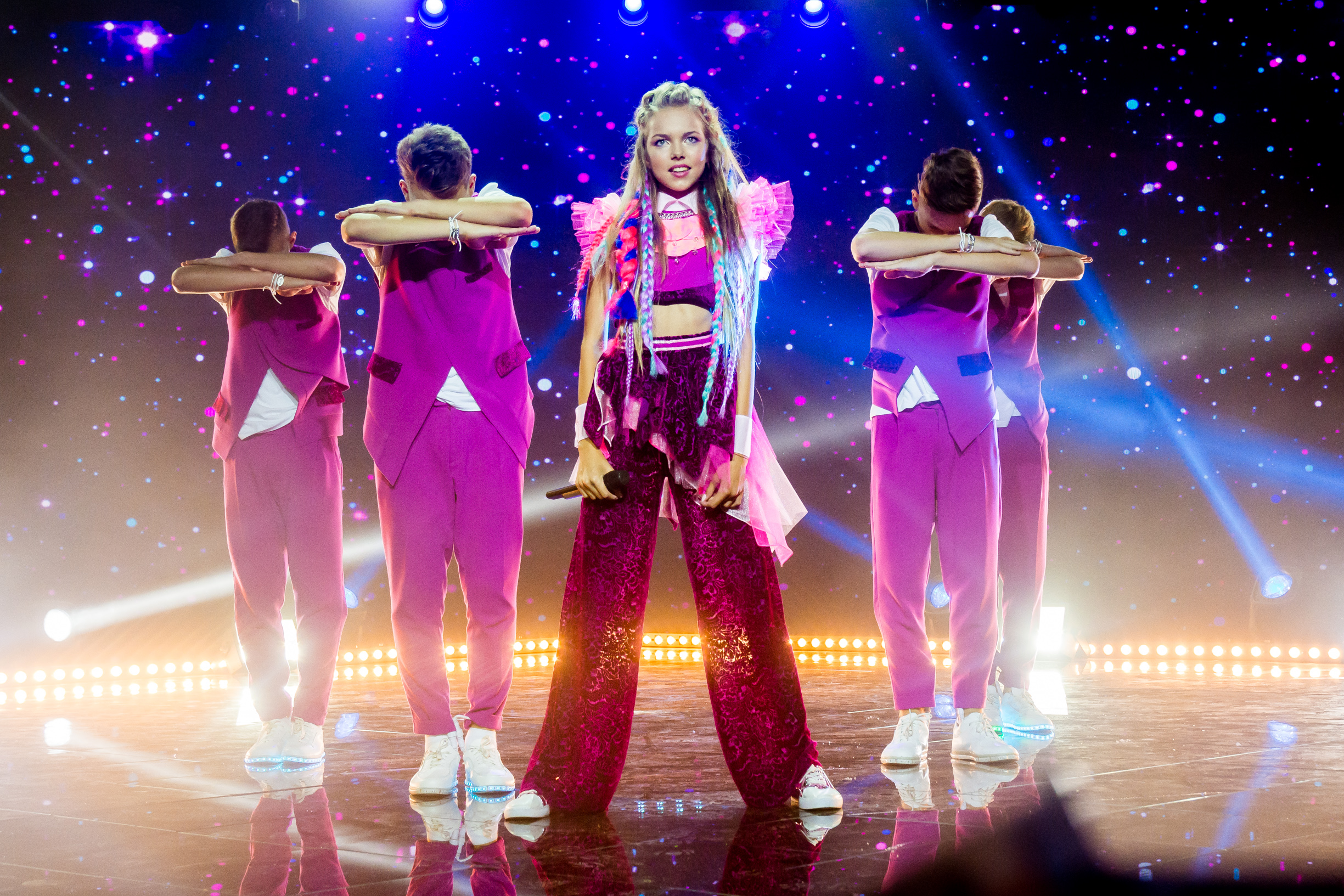
Ольга Коновалова
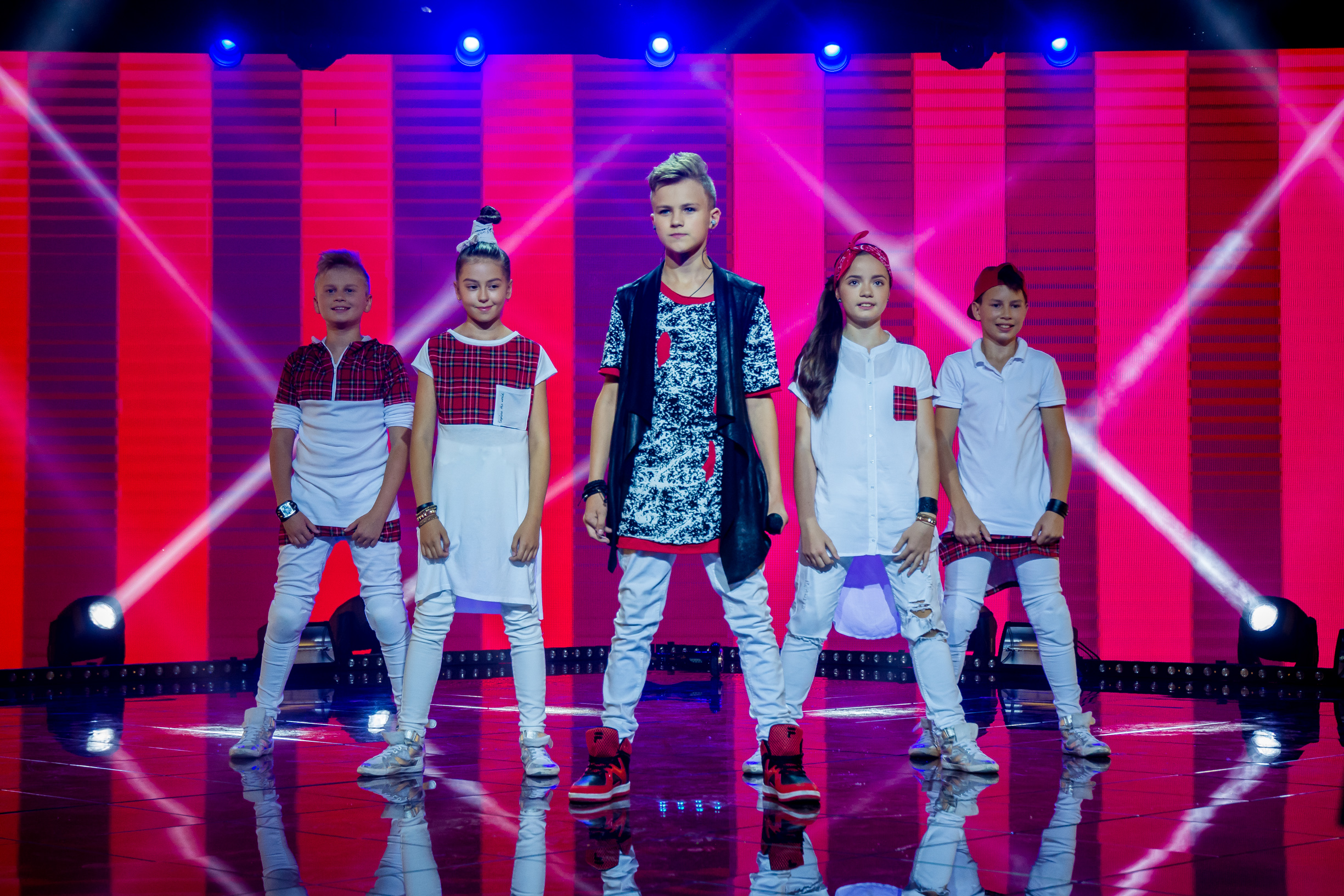
Александр Минёнок

Ведущие отбора и исполнители-гости

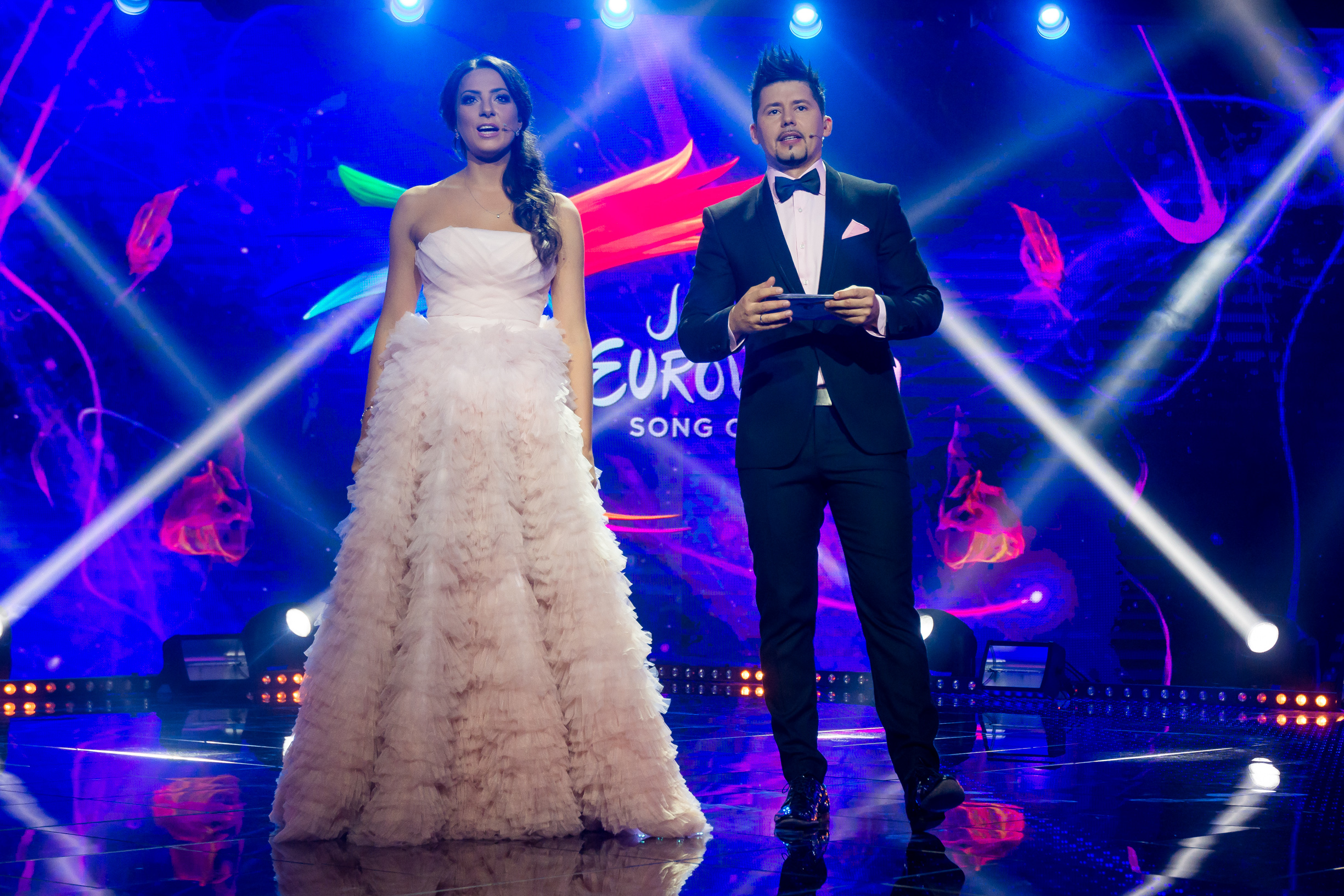
Ольга Рыжикова и Тео, ведущие отбора
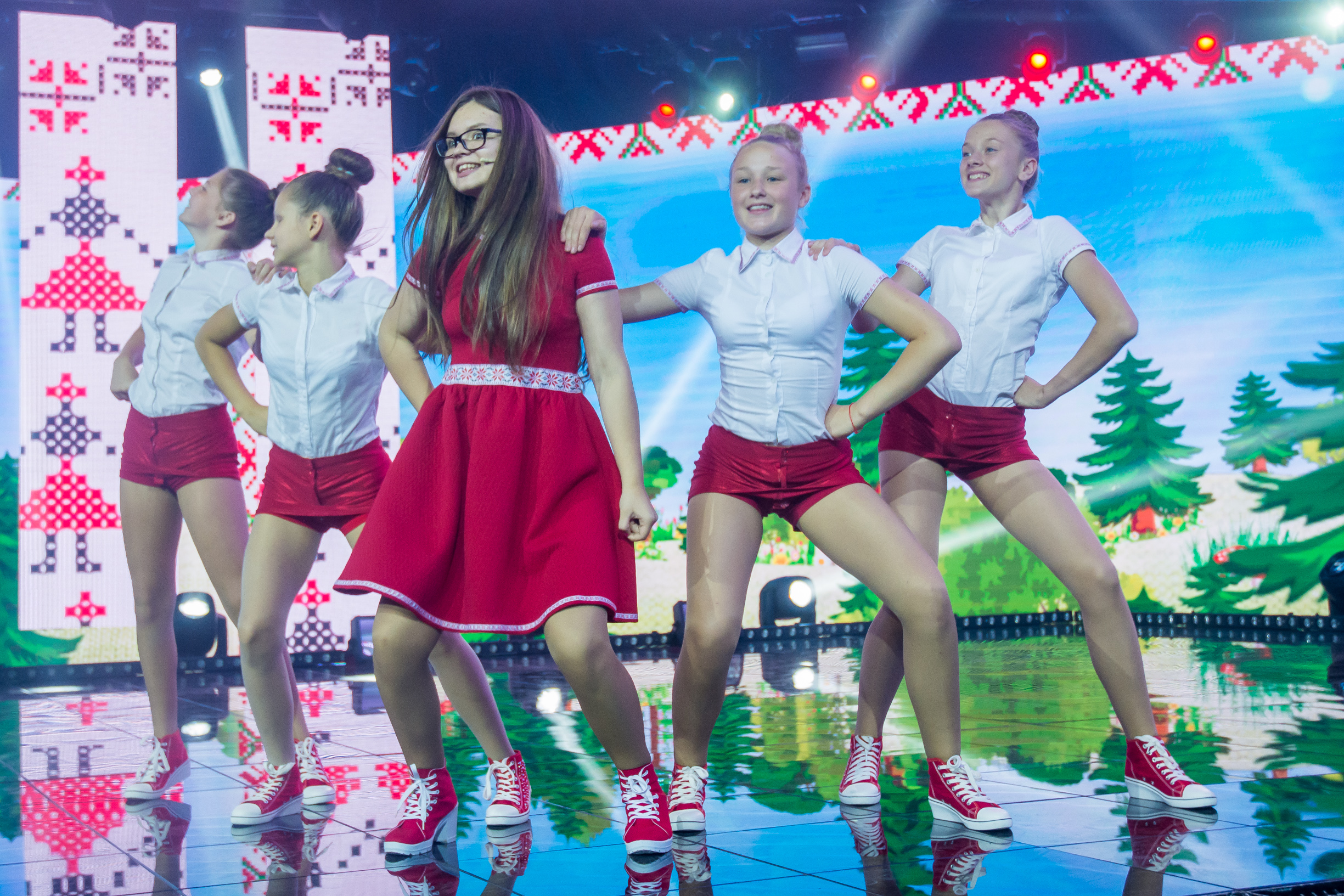
Полина Русецкая
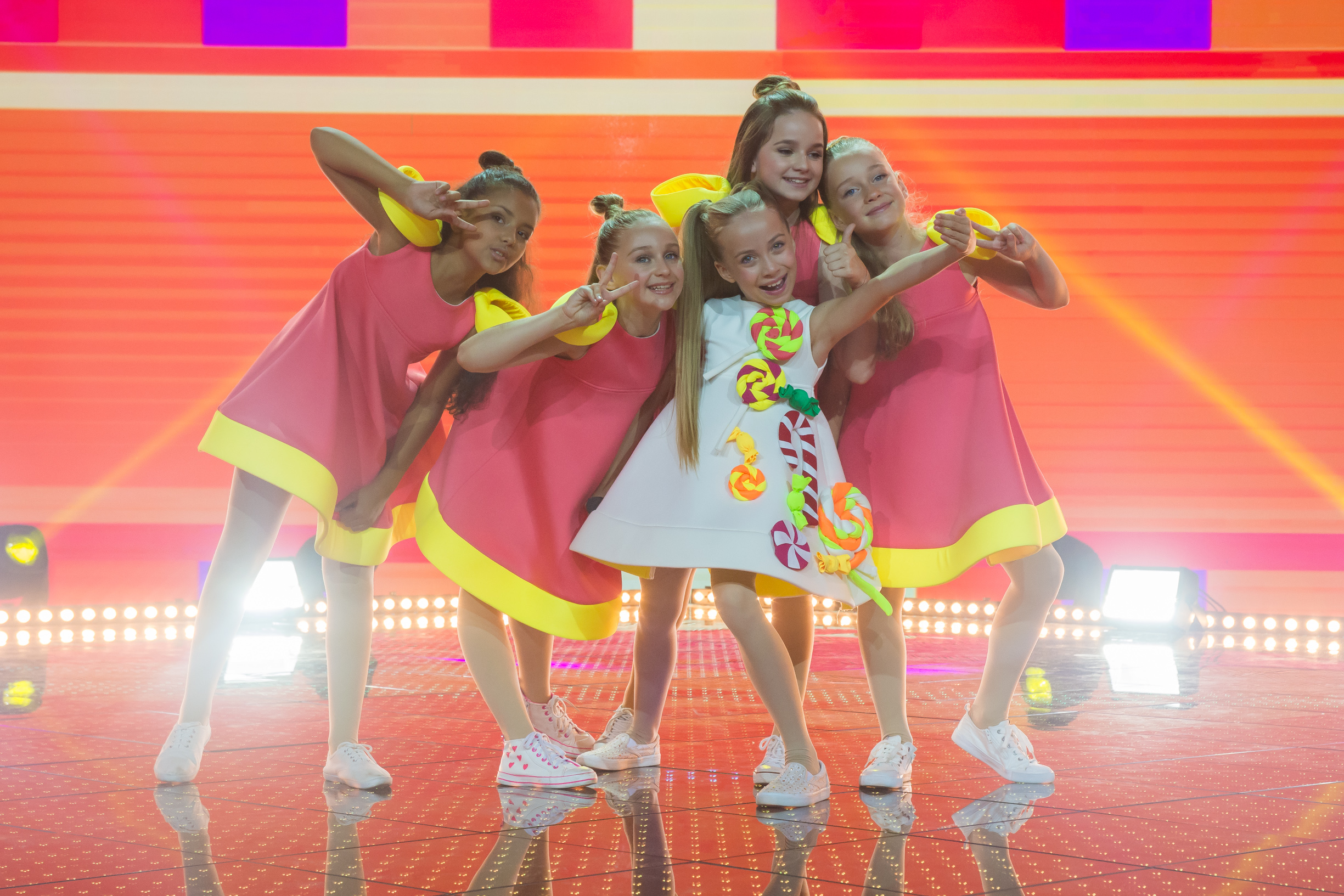
Биата Кабирова
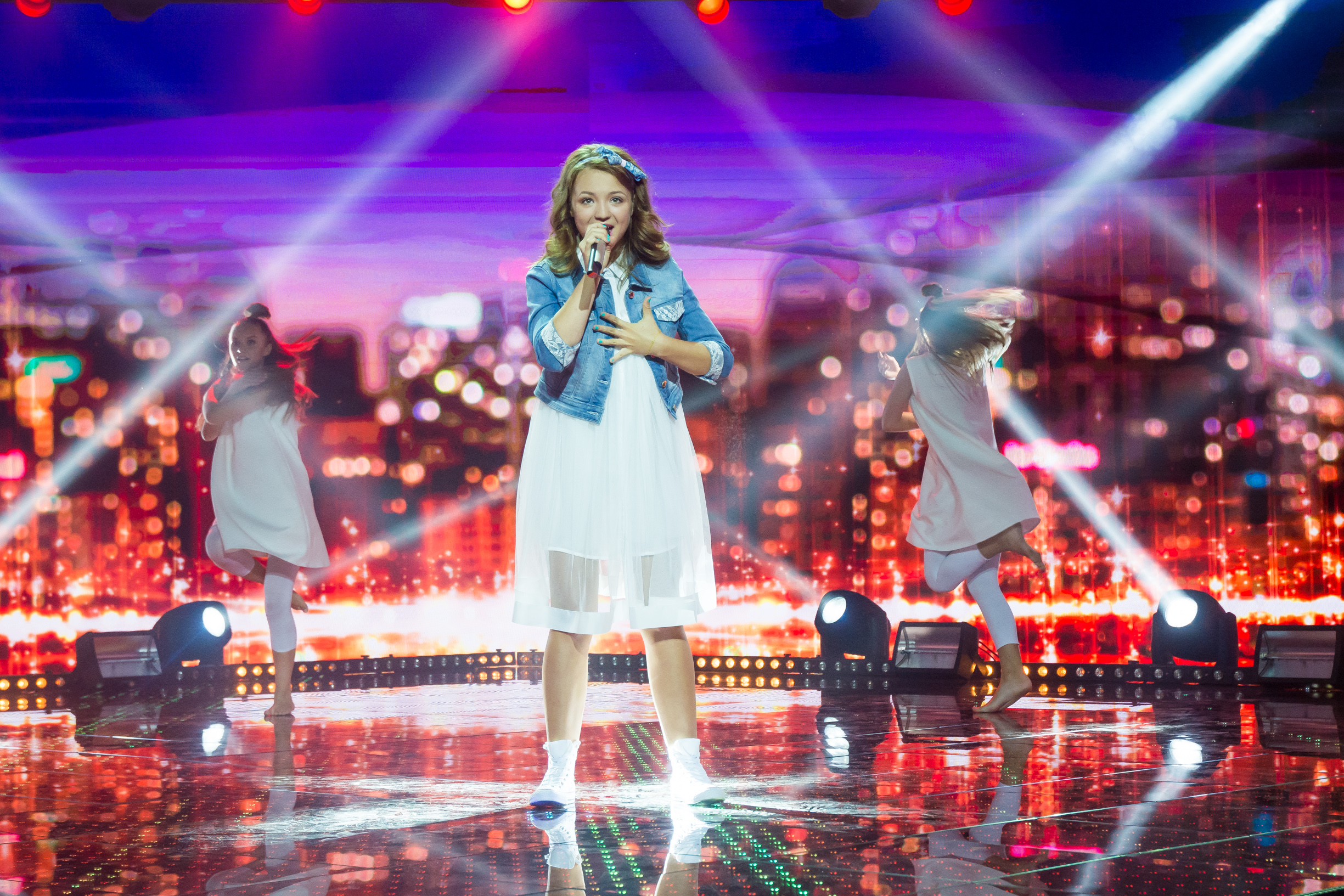
Ассоль Амброзяк
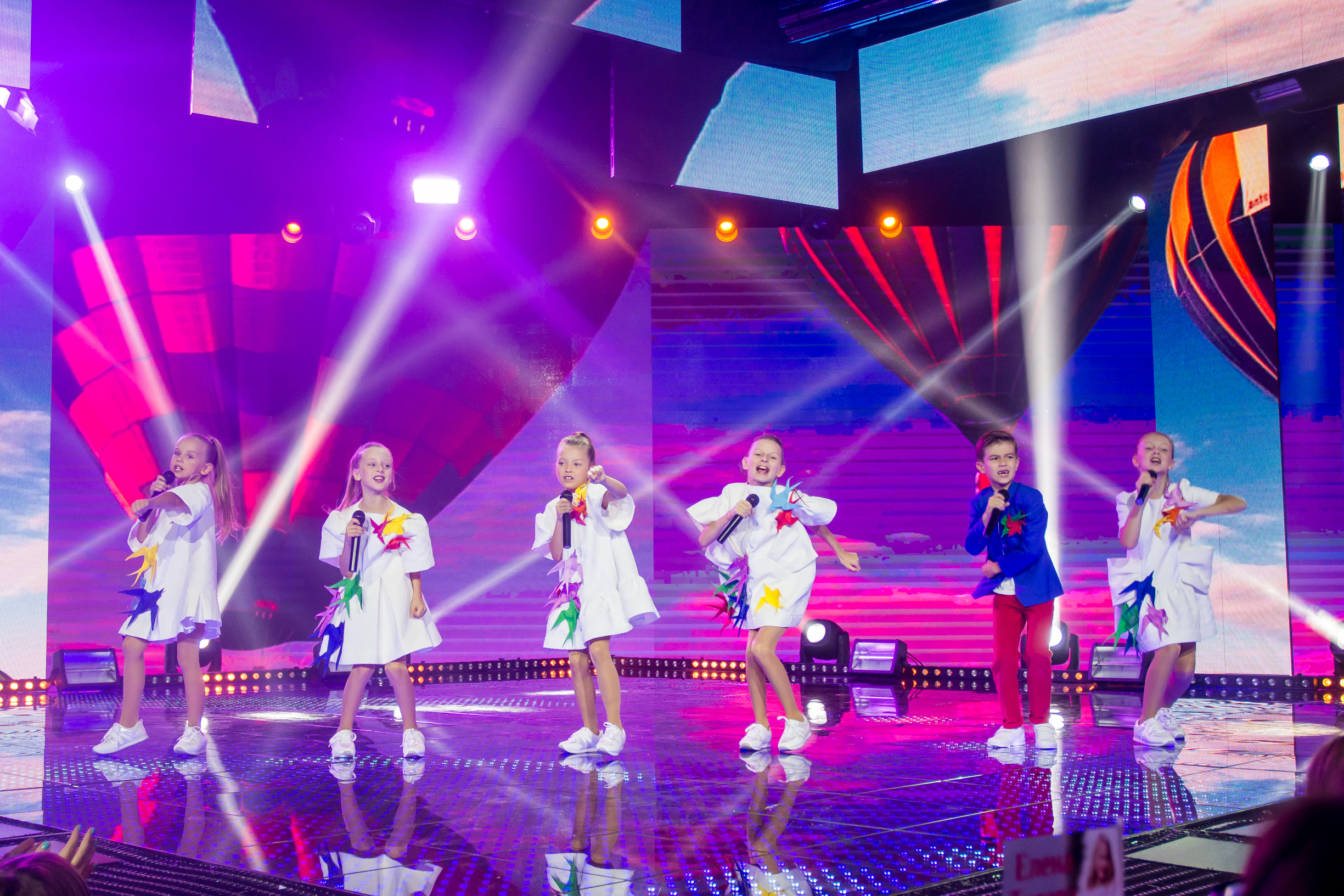
Ансамбль «Заранак»
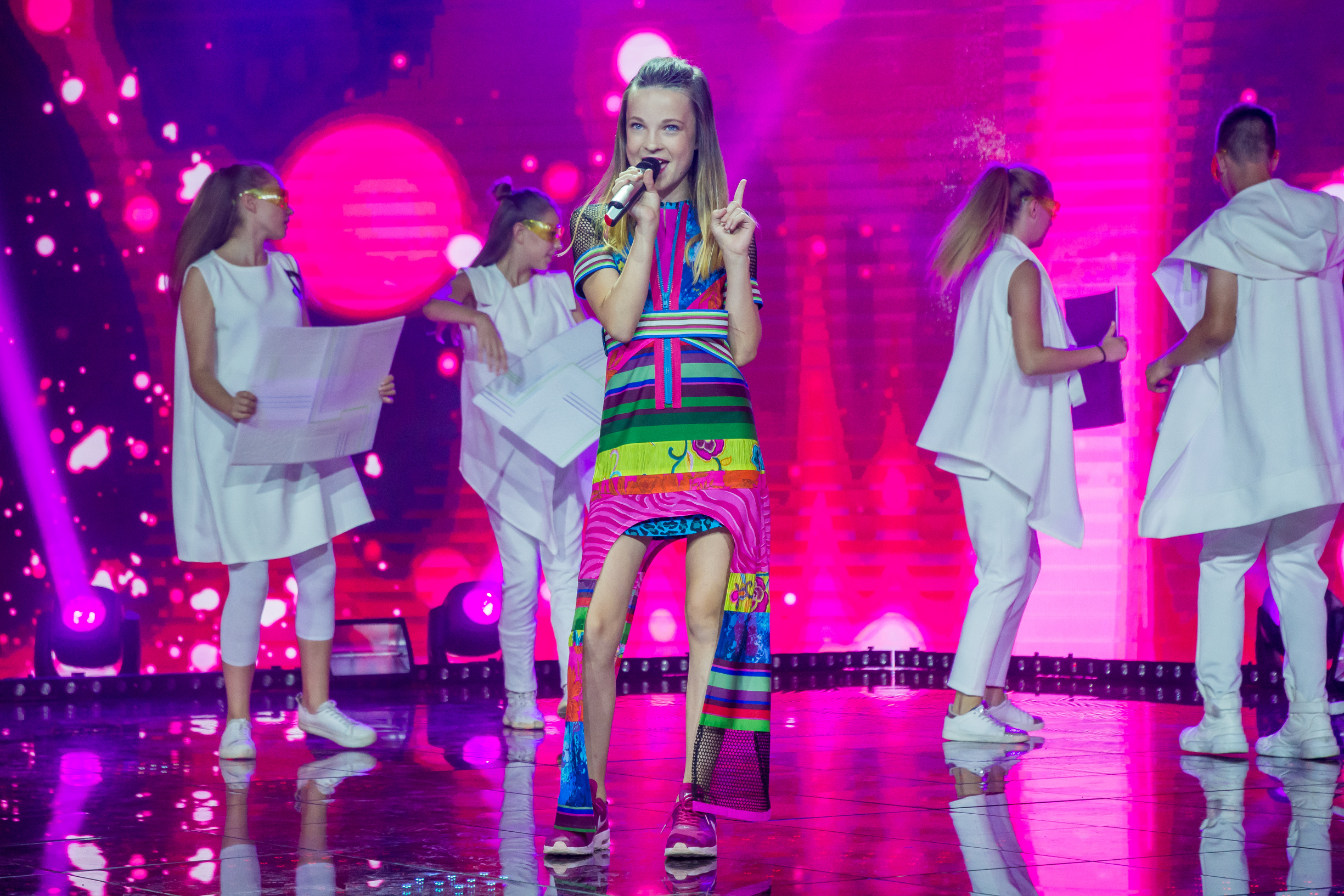
Александра Лактионова
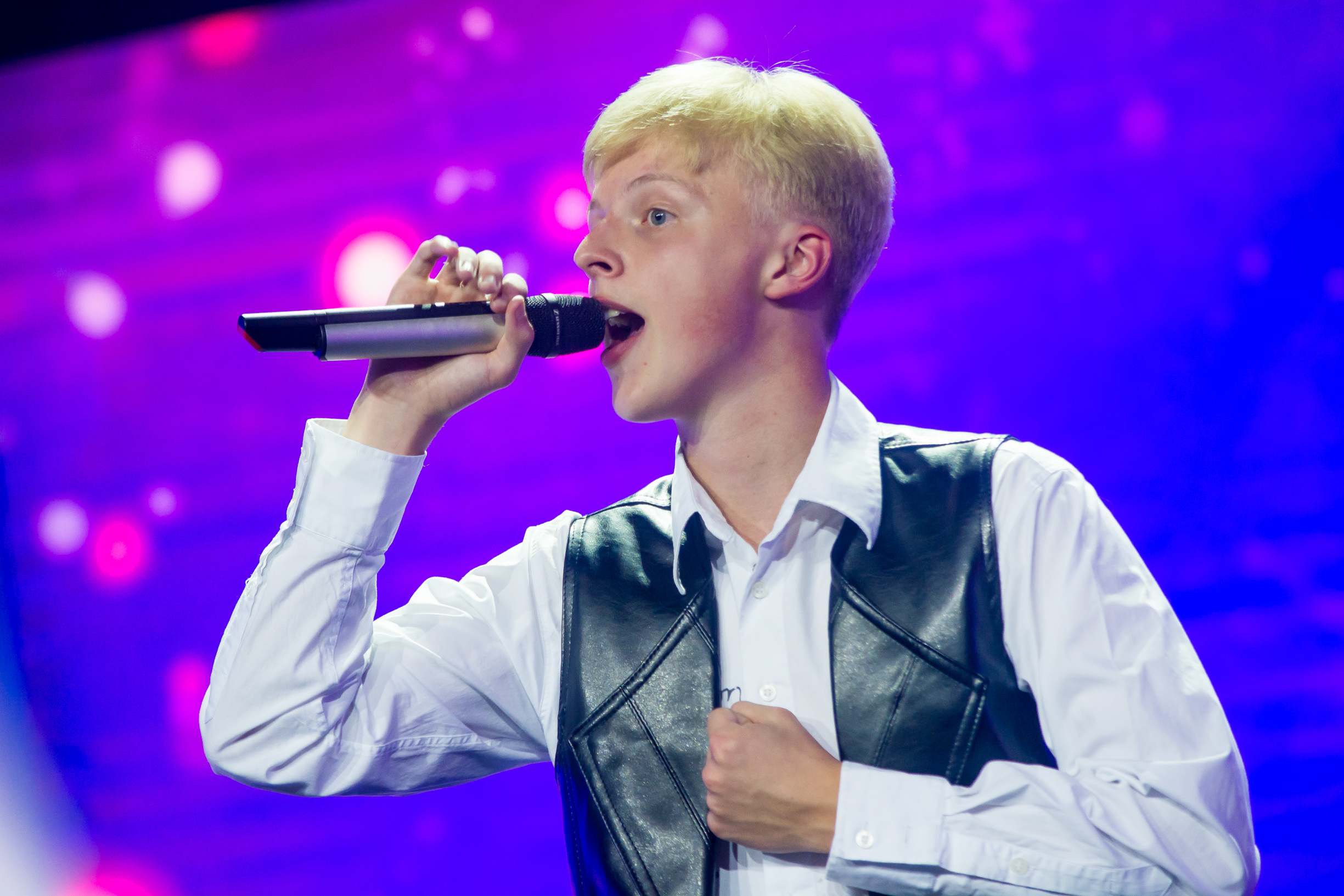
Игорь Муравкин
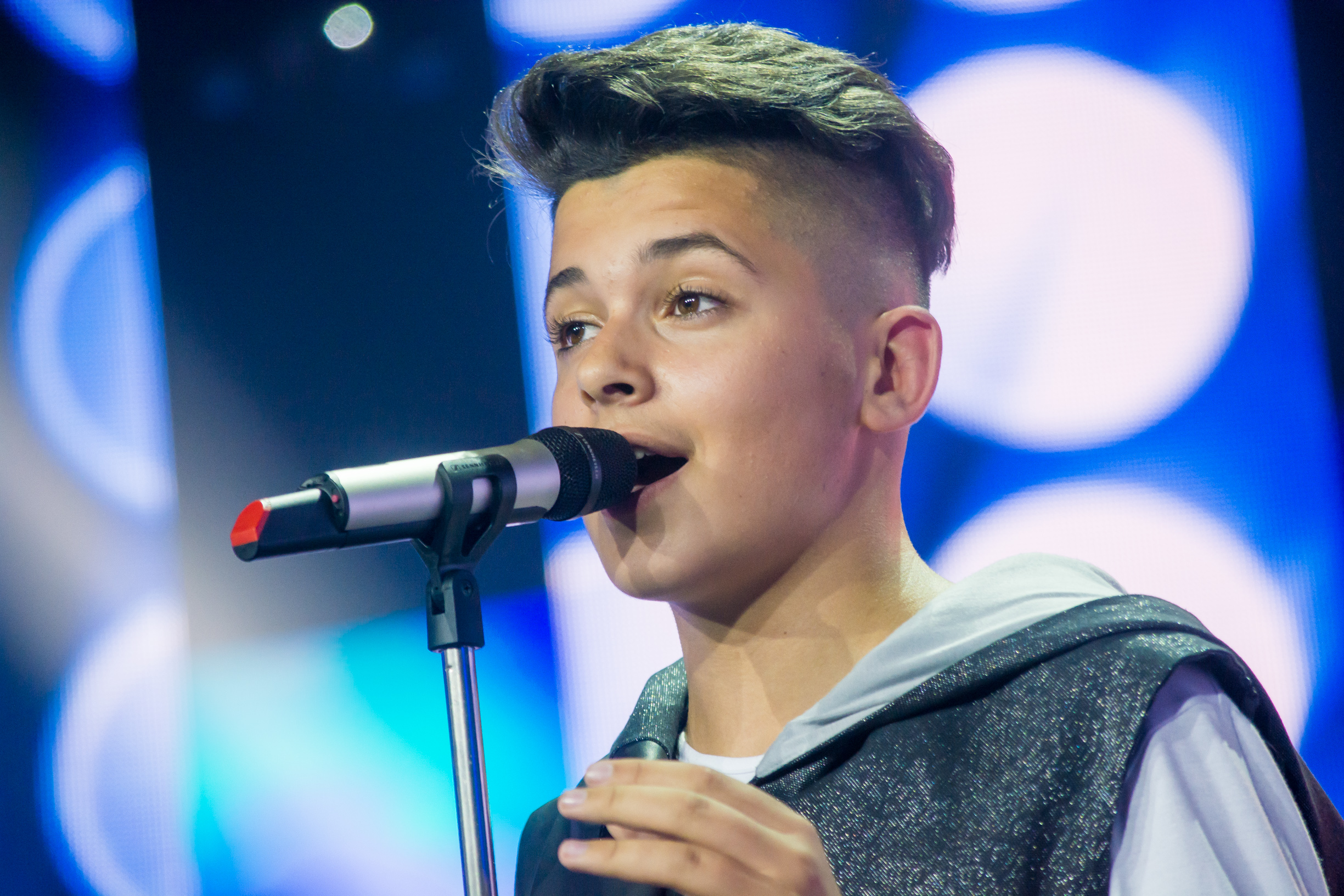
Руслан Асланов
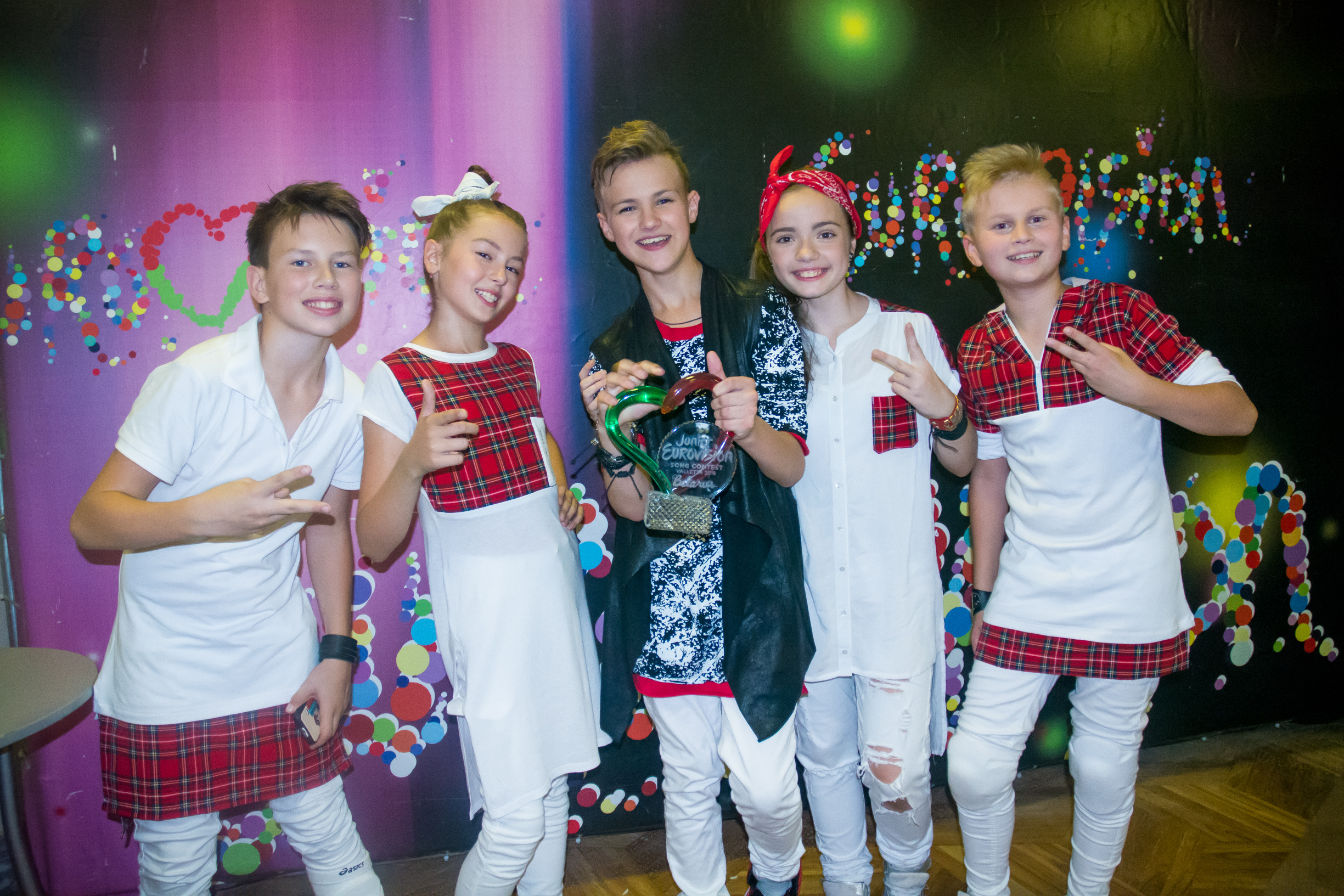
Команда Александра Минёнка с призом победителя

### 2017 год
29 мая в Беларуси стартовал приём заявок на национальный отбор для участия в «Детском Евровидении — 2017», продлившись до 30 июня. 25 августа в Белтелерадиокомпании прошёл финал национального отбора. По сумме баллов, полученных от телезрителей и жюри, максимальную оценку получила Хелена Мерааи с песней «Я самая».
| Номер | Исполнитель                             | Песня              | Баллы | Место |
| ----- | --------------------------------------- | ------------------ | ----- | ----- |
| 01    | Хелена Мерааи                           | «Я самая»          | 24    | 1     |
| 02    | Настя Тимофеевич                        | «Волшебный свет»   | 4     | 10    |
| 03    | Руслана Панчишина                       | «Танцуй со мной»   | 16    | 3     |
| 04    | Элина Матарас                           | «Ты решаешь сам»   | 8     | 7     |
| 05    | Ярослав Соколиков                       | «Океан»            | 16    | 4     |
| 06    | Стефания Соколова                       | «Мама»             | 9     | 6     |
| 07    | Арина Пехтерева и Анастасия Дмитрачкова | «Музыка-вселенная» | 5     | 9     |
| 08    | Квартет им. В. Мулявина                 | «Продолжай идти»   | 12    | 5     |
| 09    | Мария Жилина                            | «Вышэй»            | 17    | 2     |
| 10    | Анастасия Жабко                         | «Летим к мечтам»   | 5     | 8     |

26 ноября Хелена Мерааи выступила на «Детском Евровидении — 2017» в Тбилиси, где заняла 5 место со 149 баллами.

### 2018 год
«Детское Евровидение — 2018» прошло в Беларуси. Организатором и координатором конкурса, как и в 2010 году, выступила Белтелерадиокомпания.
31 августа 2018 года в Минске прошёл белорусский национальный отборочный тур на «Детское Евровидение — 2018». В отборе приняли участие 10 исполнителей. По результатам зрительского голосования и голосования профессионального жюри победителем отбора стал Даниэль Ястремский. Он получил максимальное количество голосов от телезрителей. Несмотря на то, что жюри отдало ему только 4 балла (при максимальных 12), это всё равно позволило ему обойти на один балл ближайшую конкурентку, Марию Жилину. В состав жюри вошли певцы Алекс Дэвид, Ольга Вронская и Наталья Тамело, замначальника отдела профессионального искусства управления искусств Министерства культуры Татьяна Пархамович, заместитель главного директора телеканала «Беларусь 1» Ольга Соломаха, ведущий Евгений Перлин, а также преподаватель Университета культуры Игорь Мельников.
Ведущими отбора стали певцы Тео и Ольга Рыжикова. А в гринруме участников встречали Руслан Асланов и Хелена Мерааи, в разные годы представлявшие Беларусь на «Детском Евровидении».
| №  | Исполнитель          | Песня                   | Баллы телезрителей | Баллы жюри | Сумма баллов | Место |
| -- | -------------------- | ----------------------- | ------------------ | ---------- | ------------ | ----- |
| 01 | Группа «Мята»        | «Однажды»               | 8                  | 1          | 9            | 7     |
| 02 | Даниэль Ястремский   | «Time»                  | 12                 | 4          | 16           | 1     |
| 03 | LizaМея              | «Зорка»                 | 7                  | 3          | 10           | 6     |
| 04 | Артём Скороль        | «Улыбнись»              | 4                  | 7          | 11           | 5     |
| 05 | Ангелина Ярощук      | «Feeling Good»          | 6                  | 2          | 8            | 8     |
| 06 | Группа «Мonkey Tops» | «На стиле»              | 2                  | 10         | 12           | 4     |
| 07 | Мария Жилина         | «Welcome To My Belarus» | 10                 | 5          | 15           | 2     |
| 08 | Ярослав Соколиков    | «Мир на земле»          | 5                  | 8          | 13           | 3     |
| 09 | Никита Белько        | «Не предай»             | 1                  | 12         | 13           | 3     |
| 10 | Мария Гулевич        | «Остров Чикарум»        | 3                  | 6          | 9            | 7     |

Участники отбора
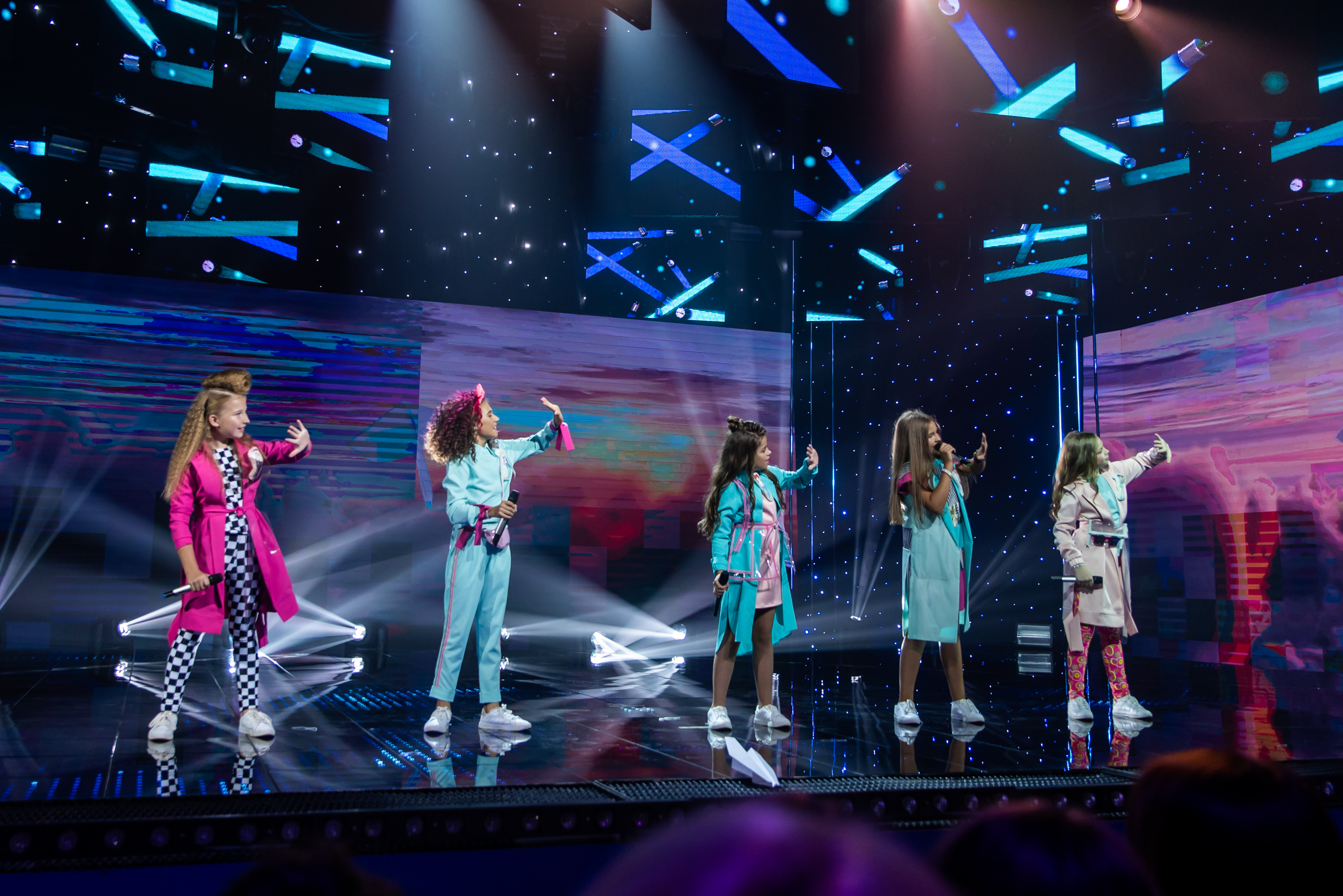
Группа «Мята»
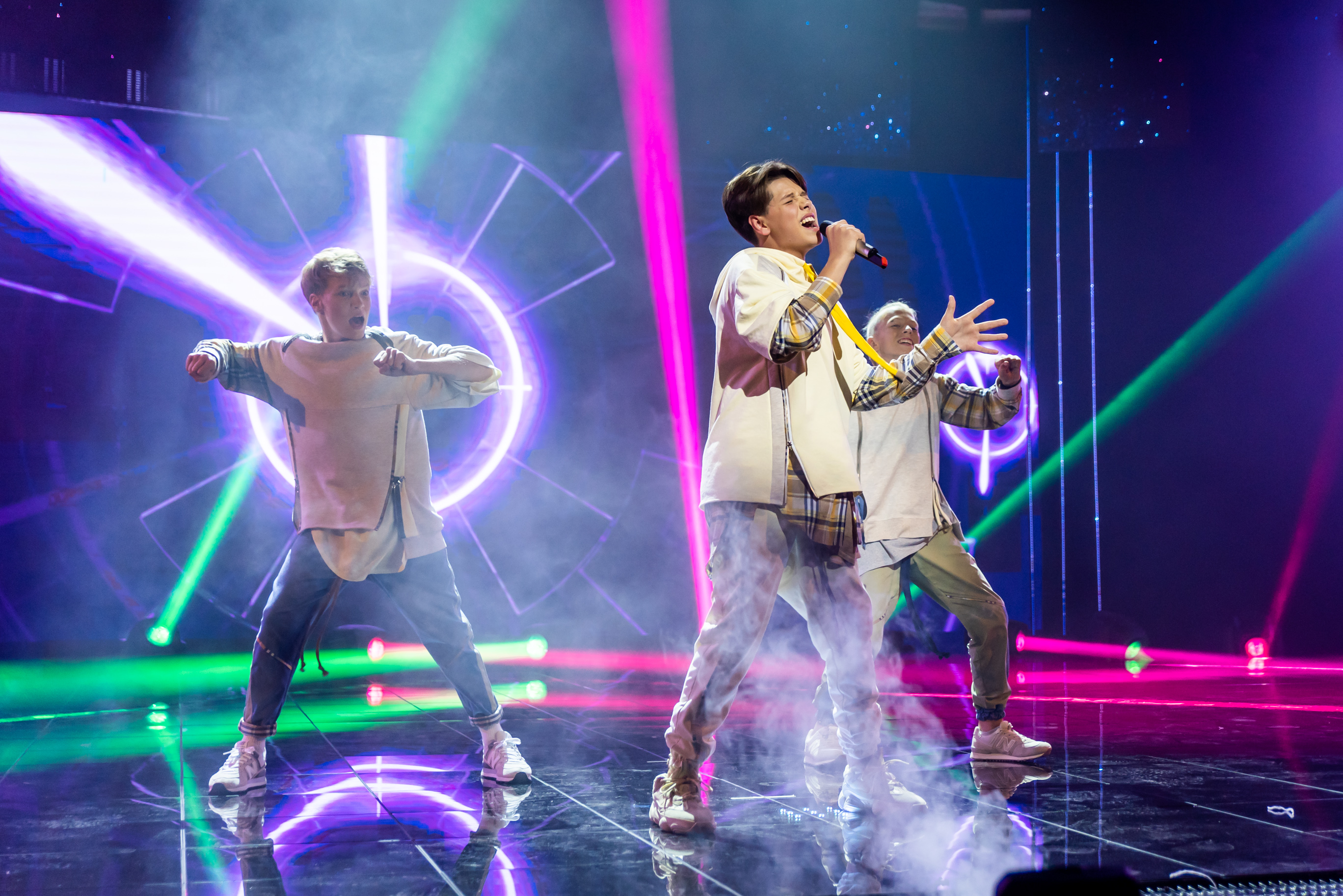
Даниэль Ястремский
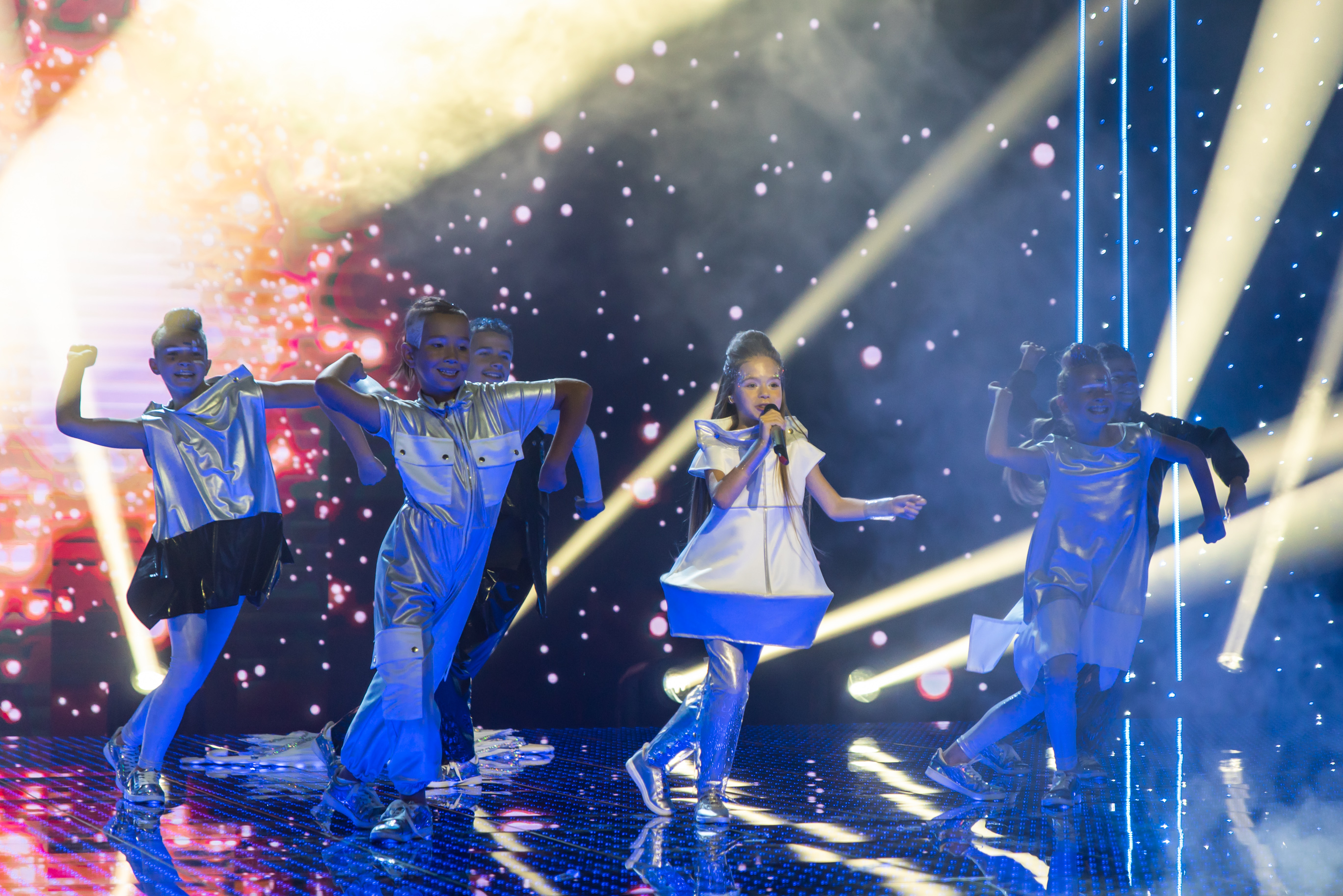
LizaМея
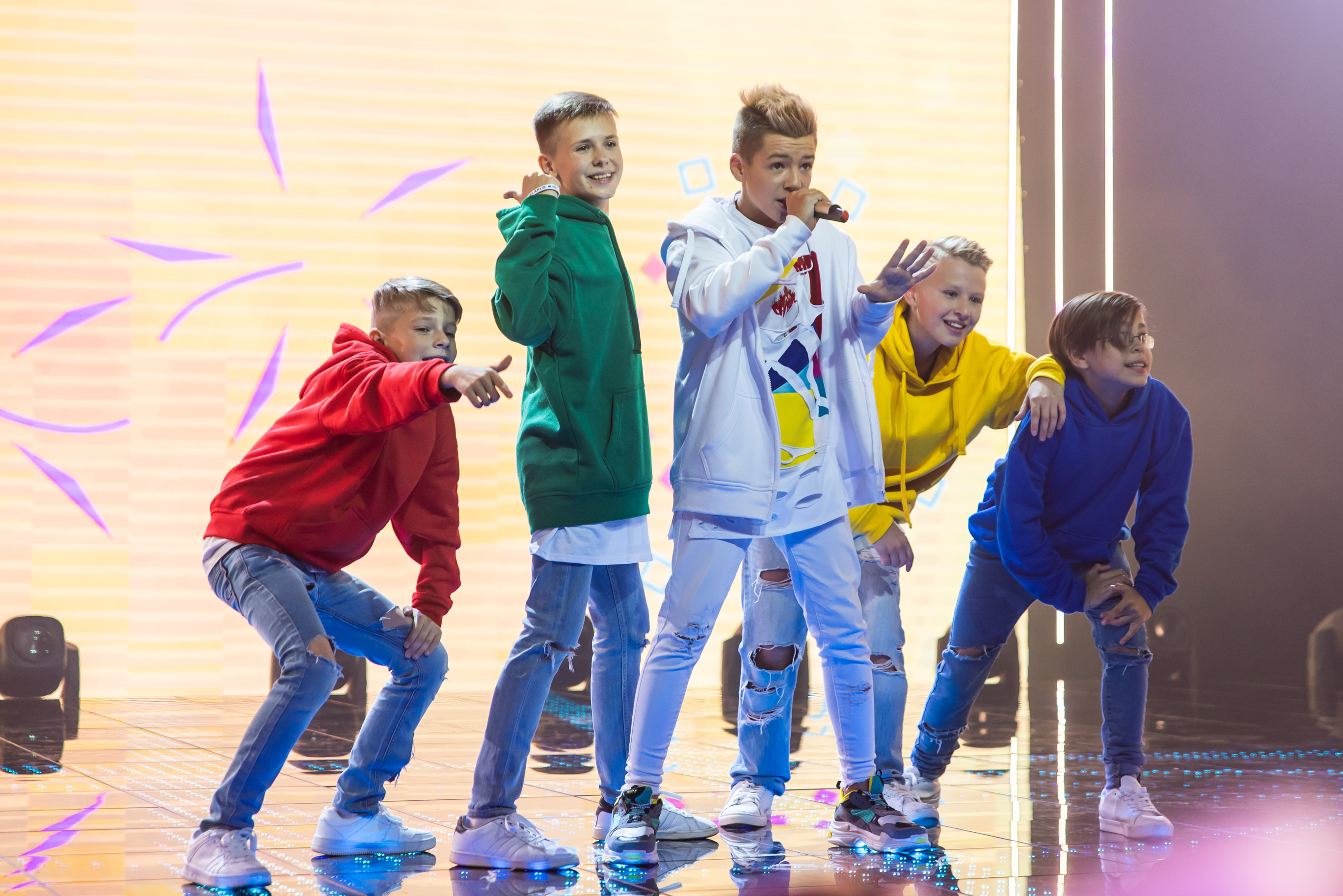
Артём Скороль
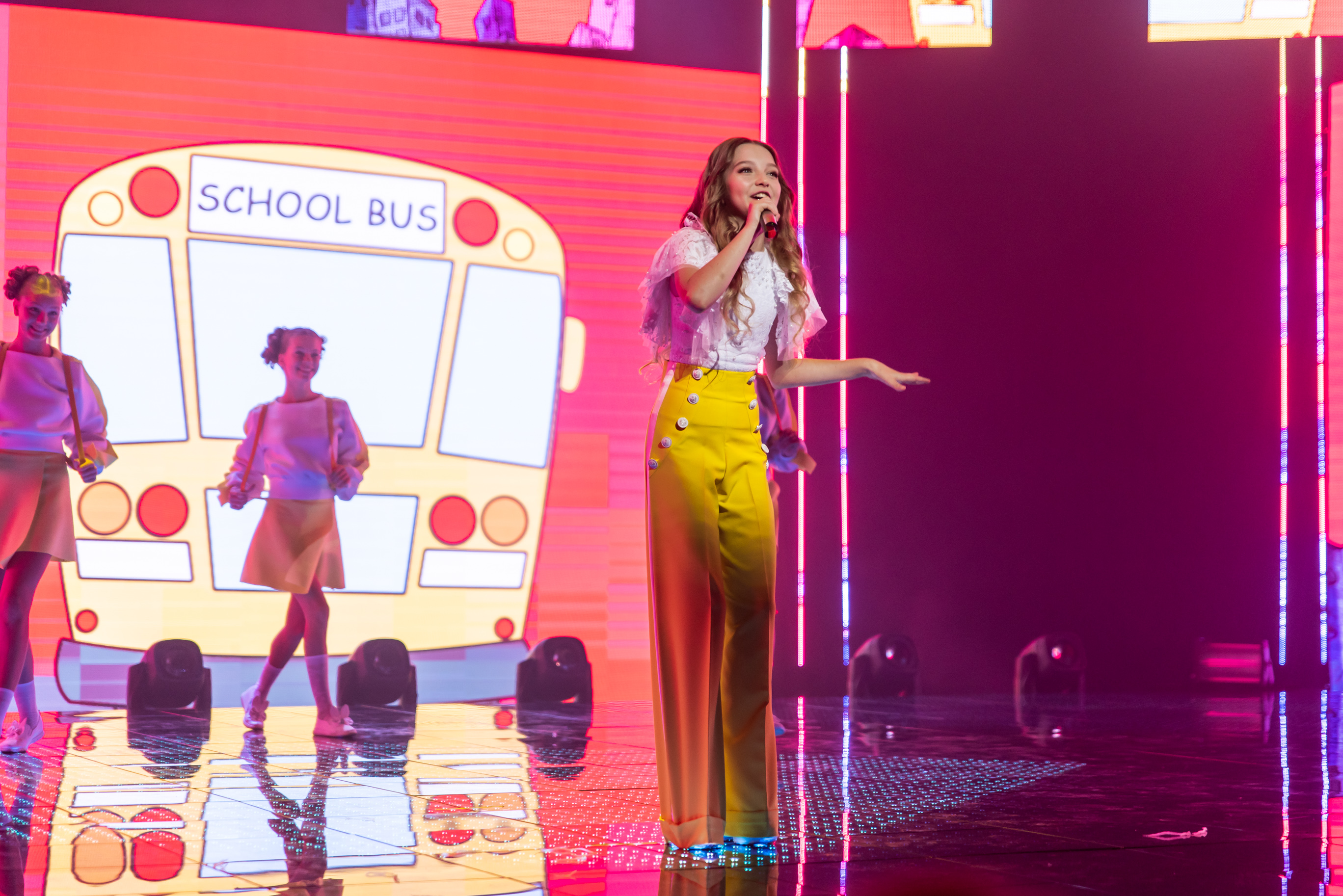
Ангелина Ярощук
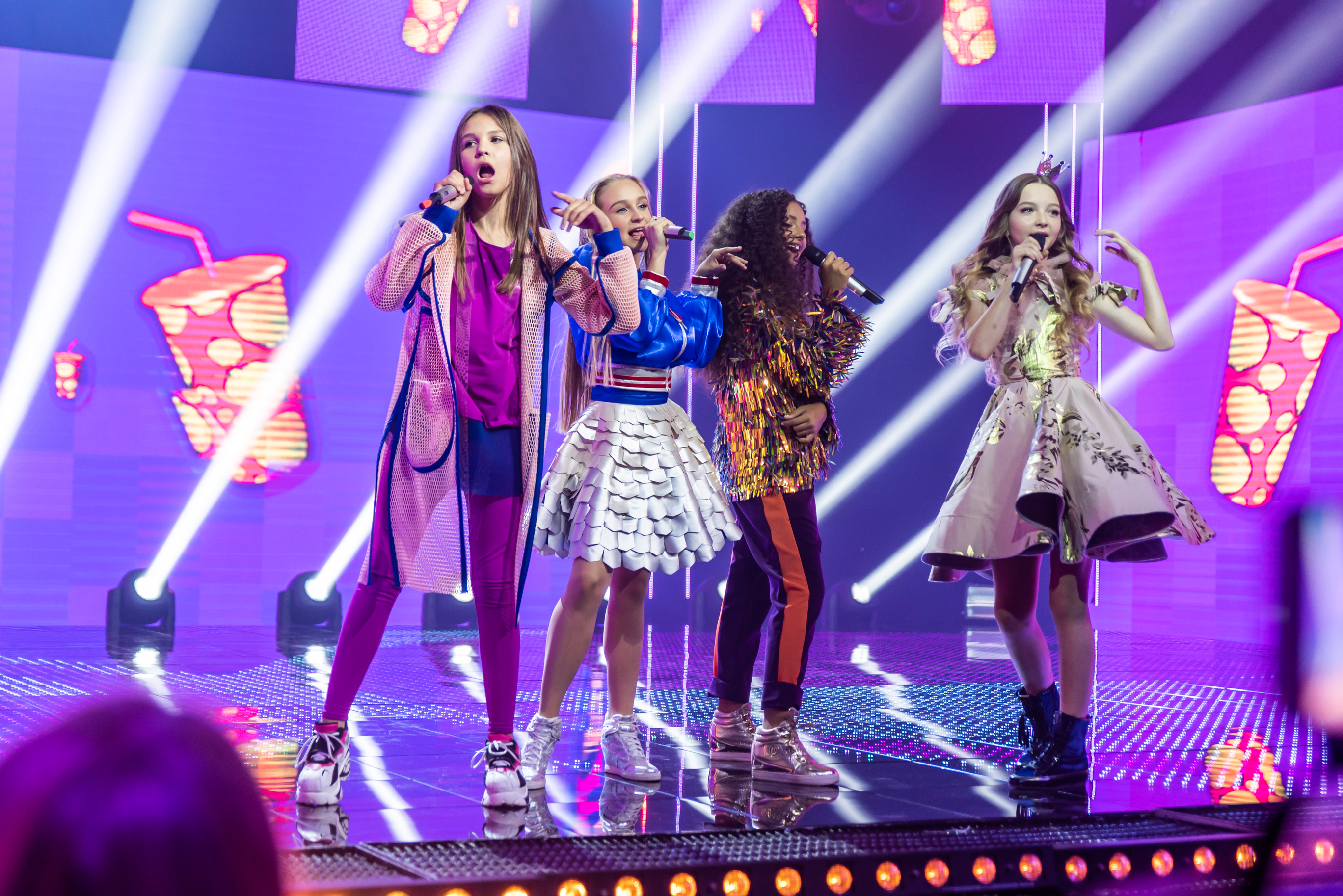
Группа «Мonkey Tops»
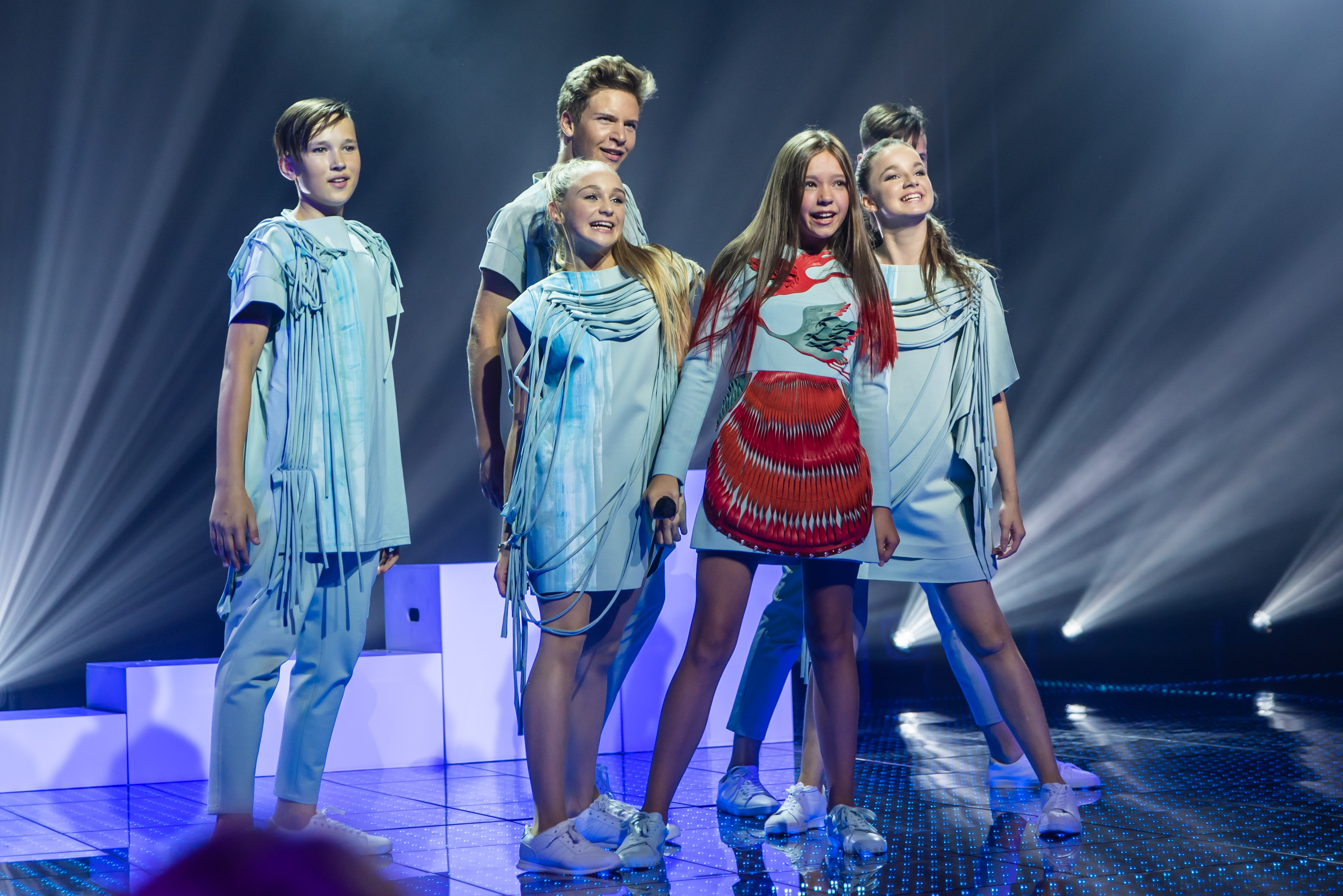
Мария Жилина
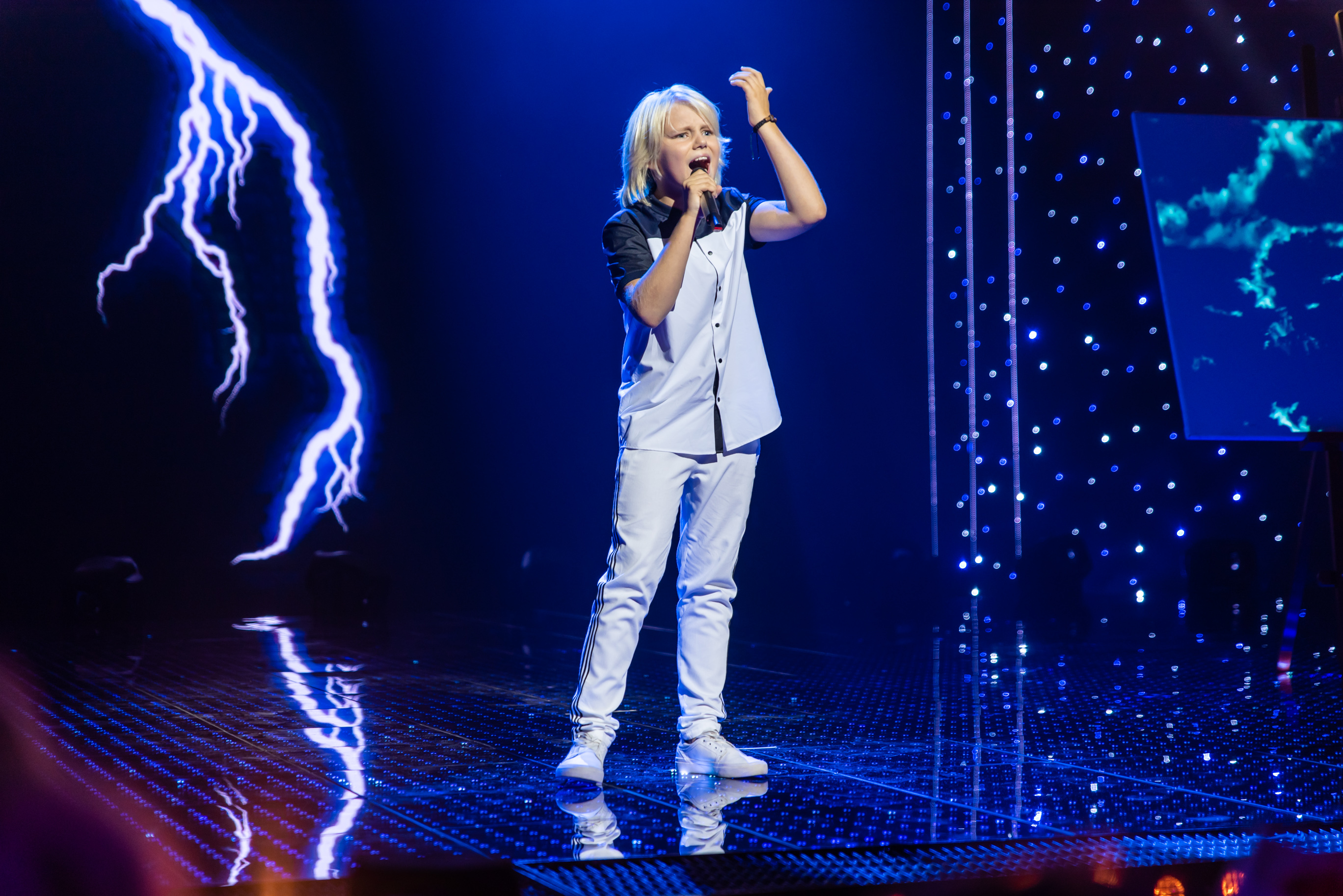
Ярослав Соколиков
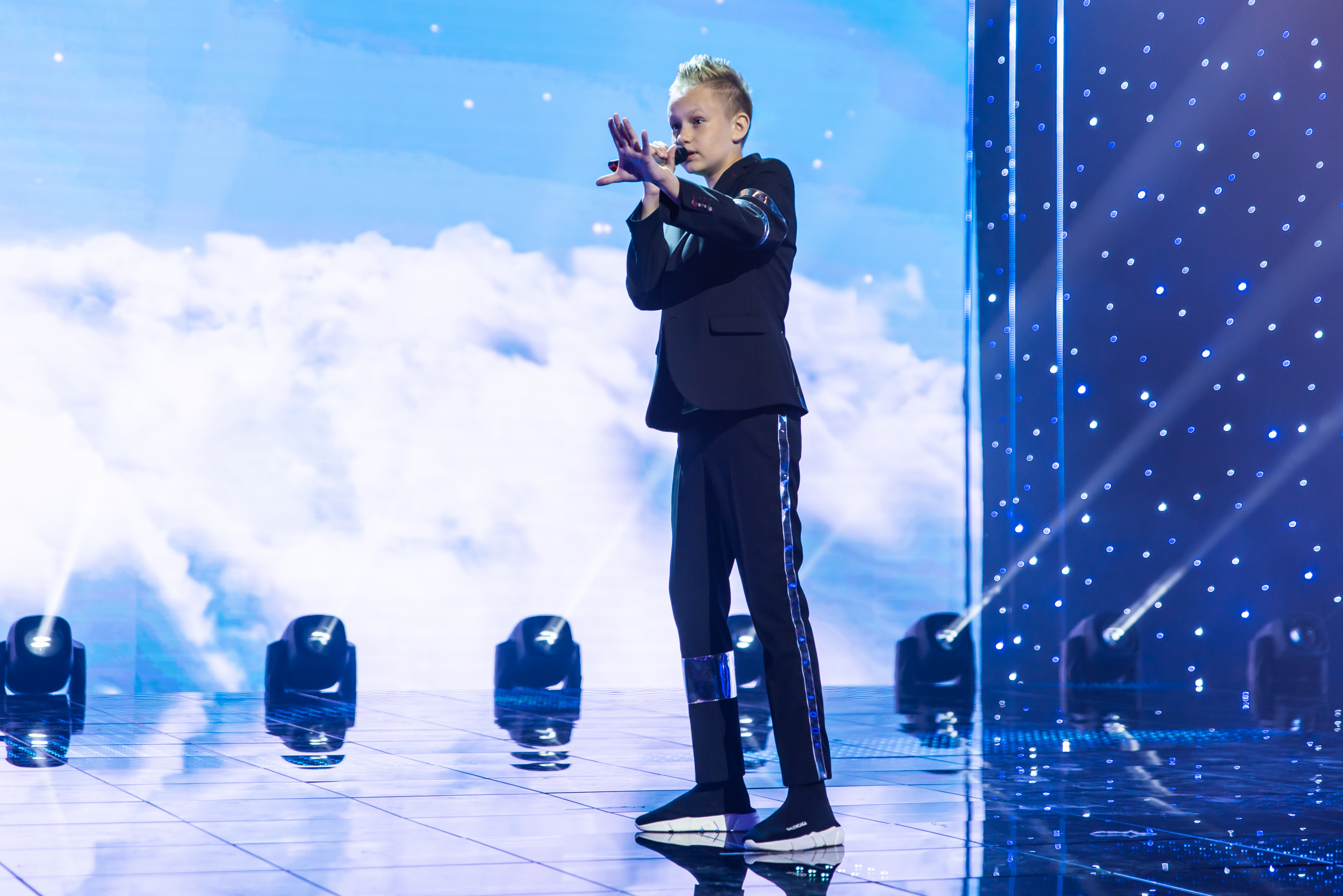
Никита Белько
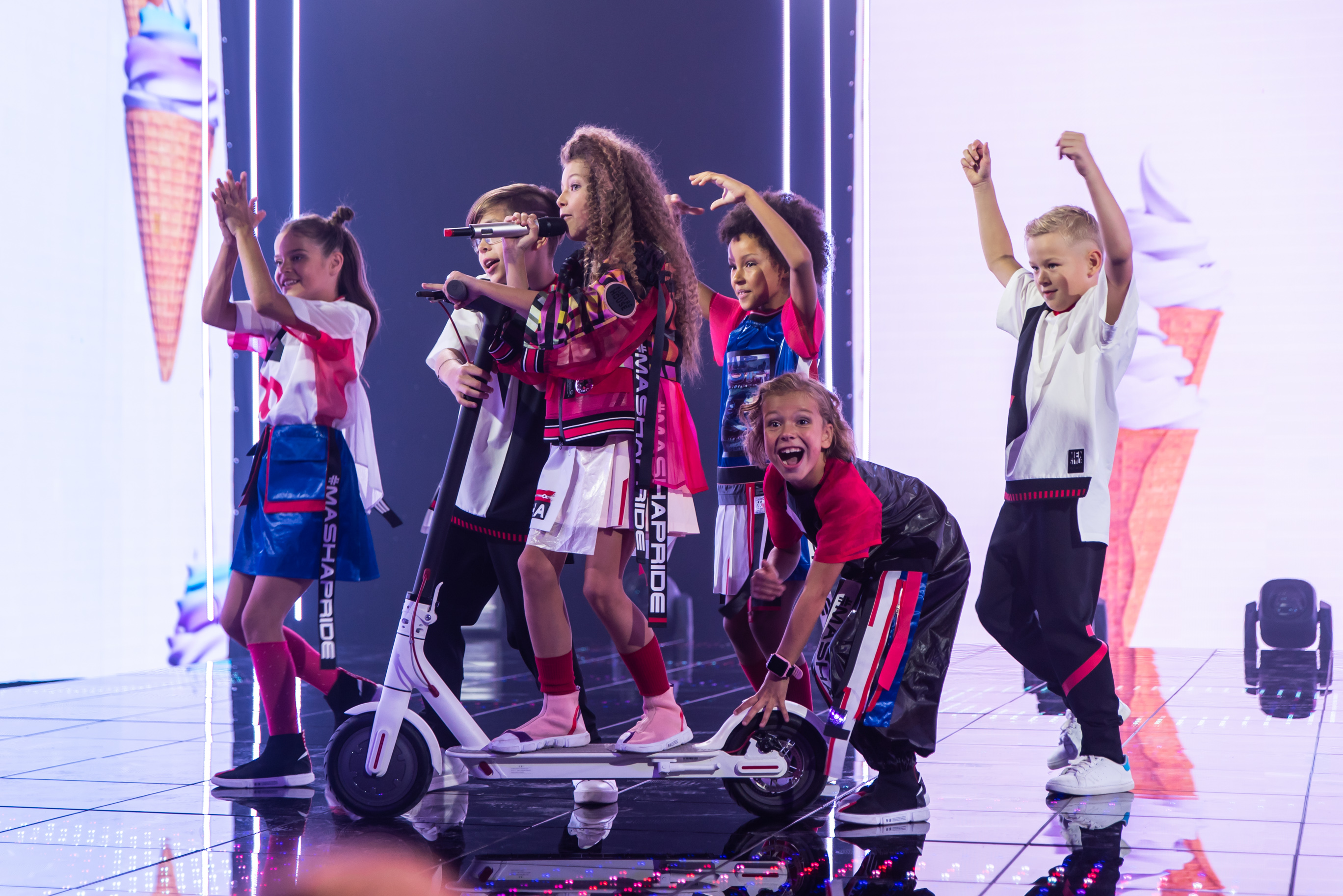
Мария Гулевич

Гостевые номера и награждение
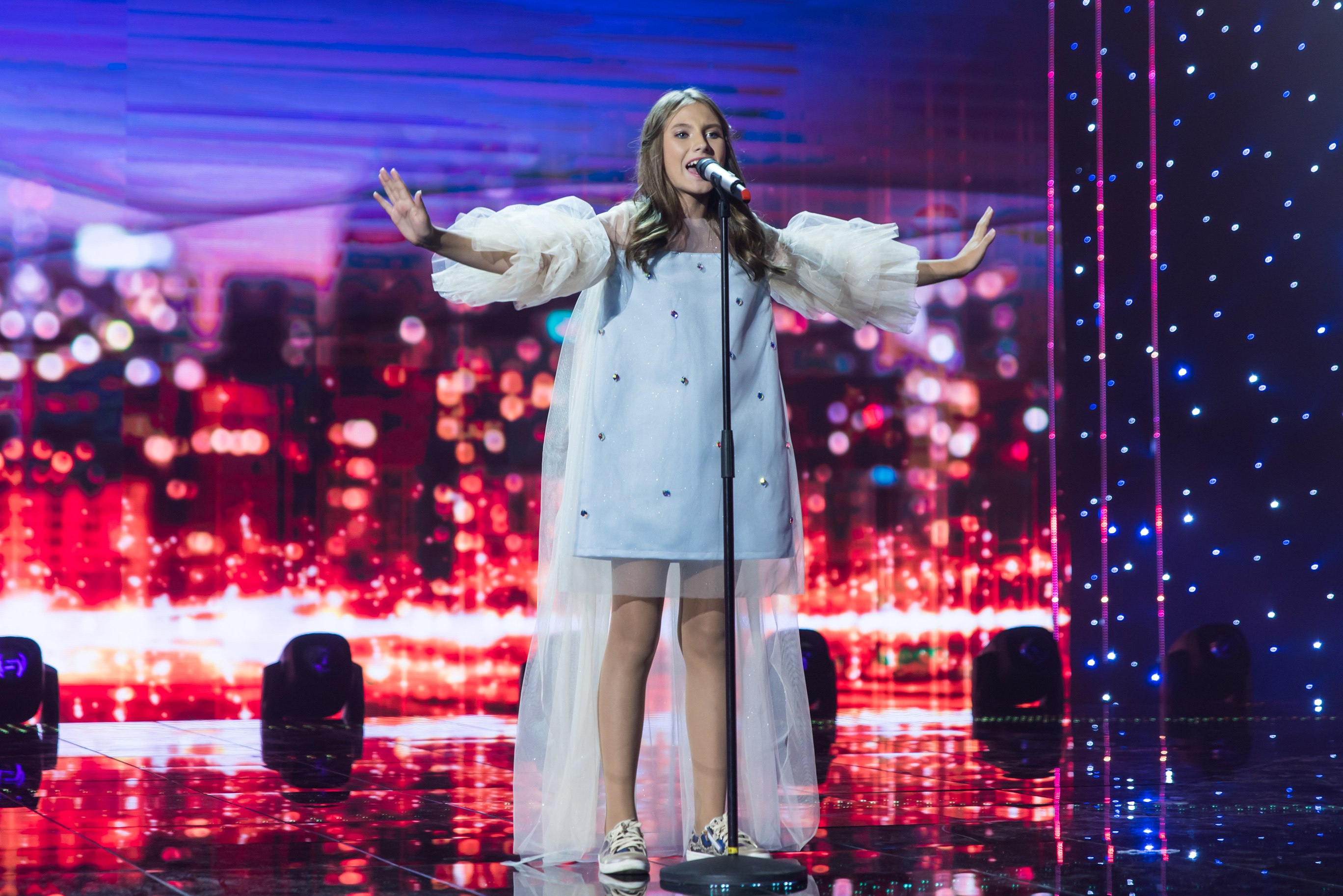
Юлия Скоблик
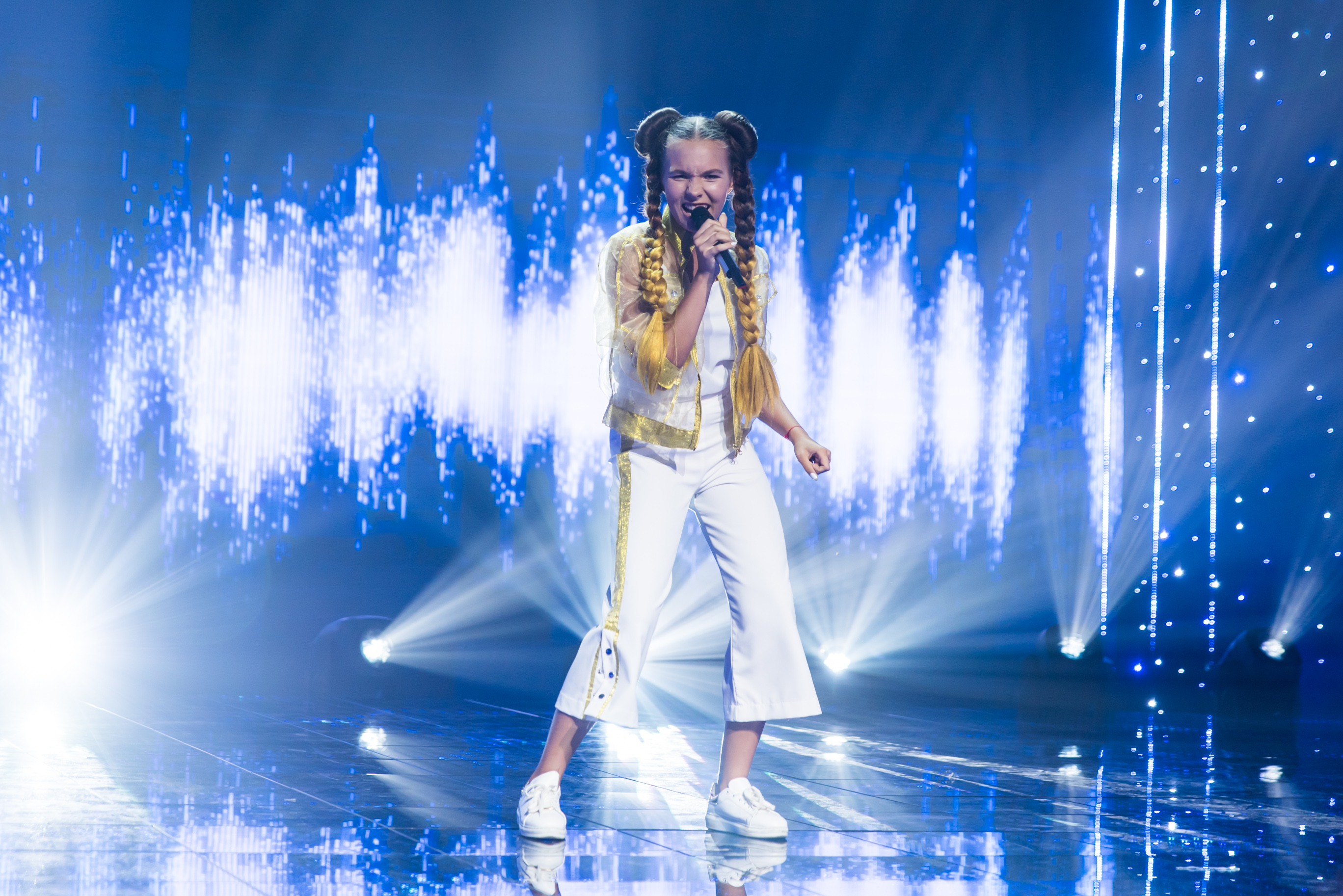
Лилиана Садовская
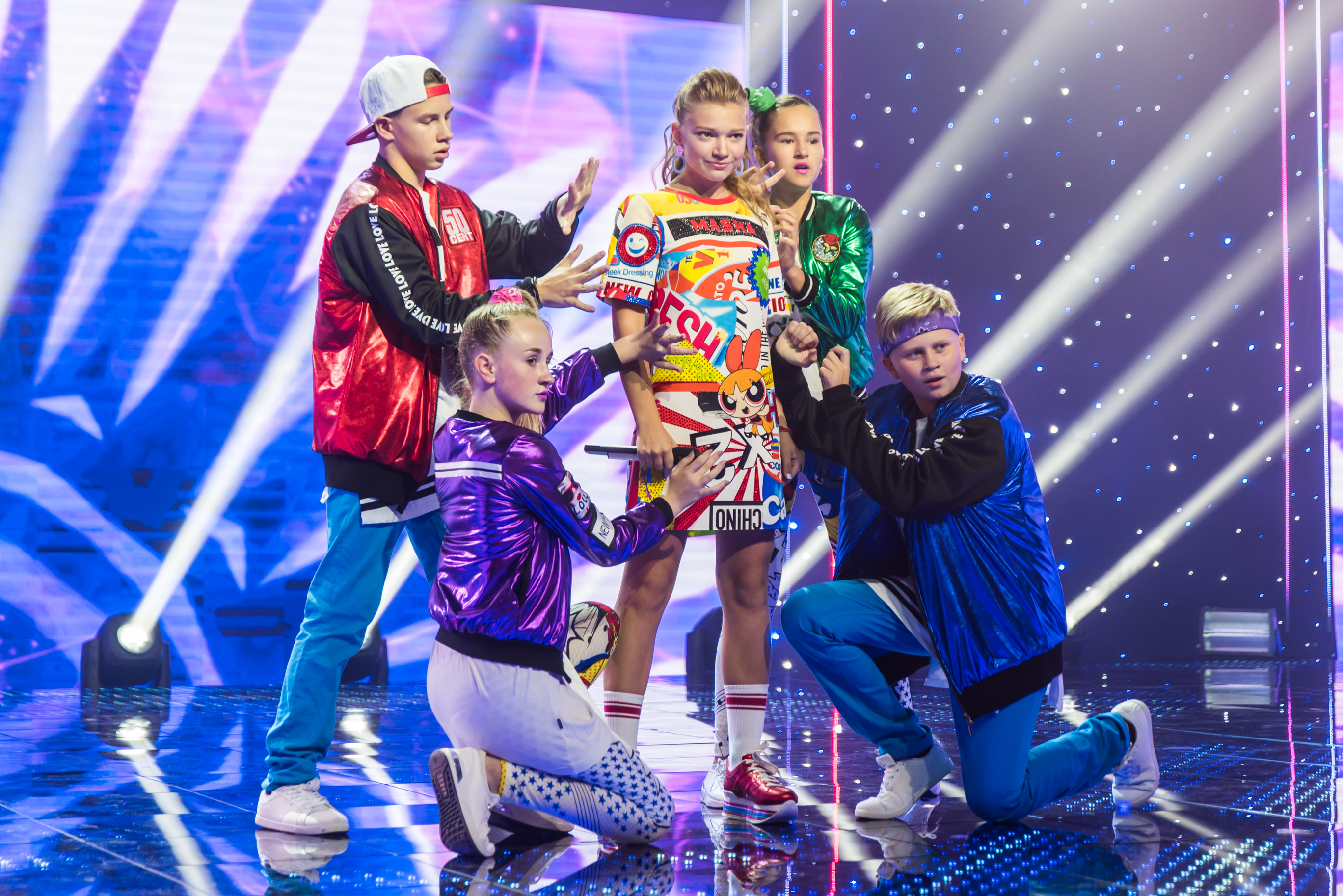
Мария Магильная
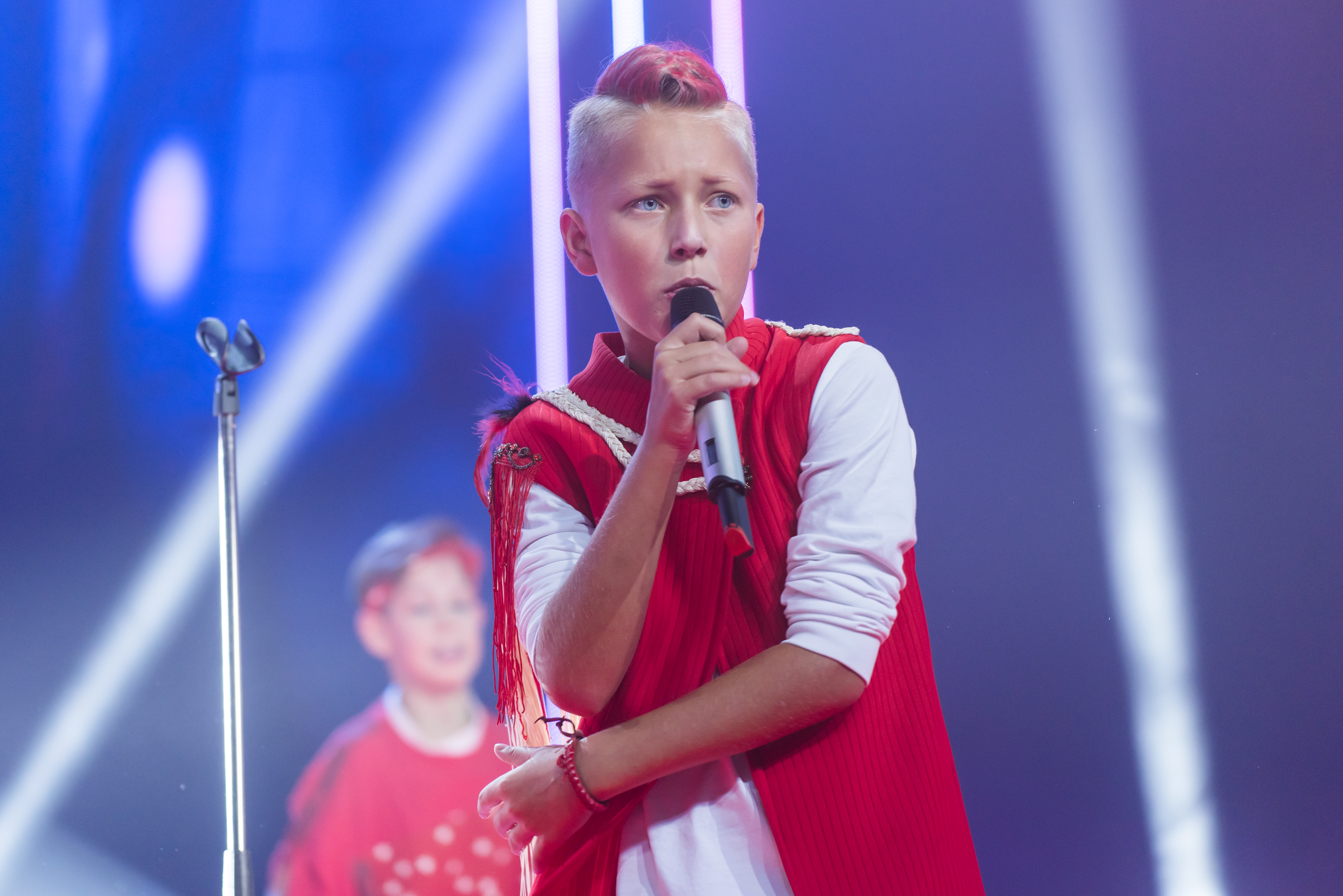
Дэн Вольский
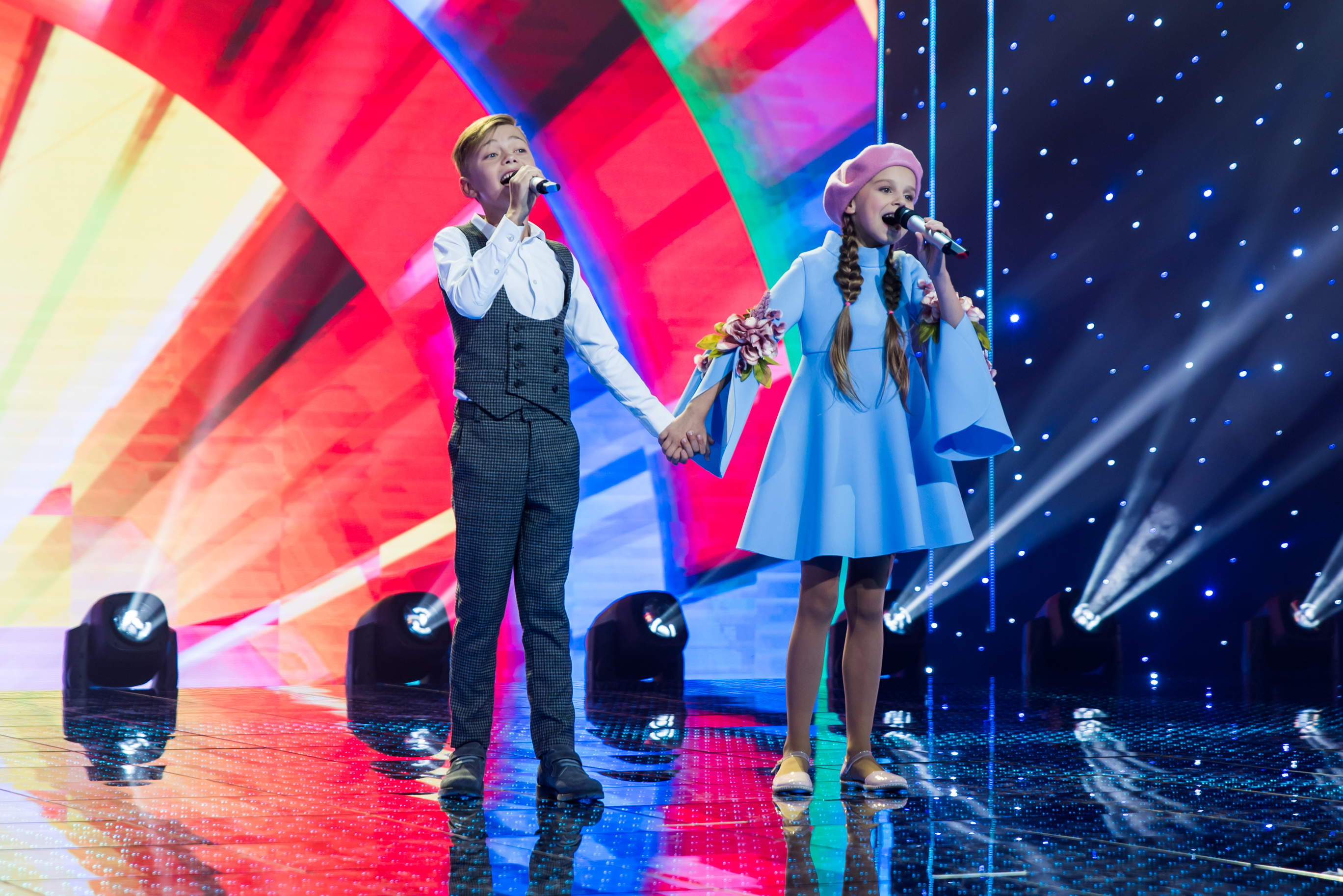
Даниил Ротенко и Любава Марчук
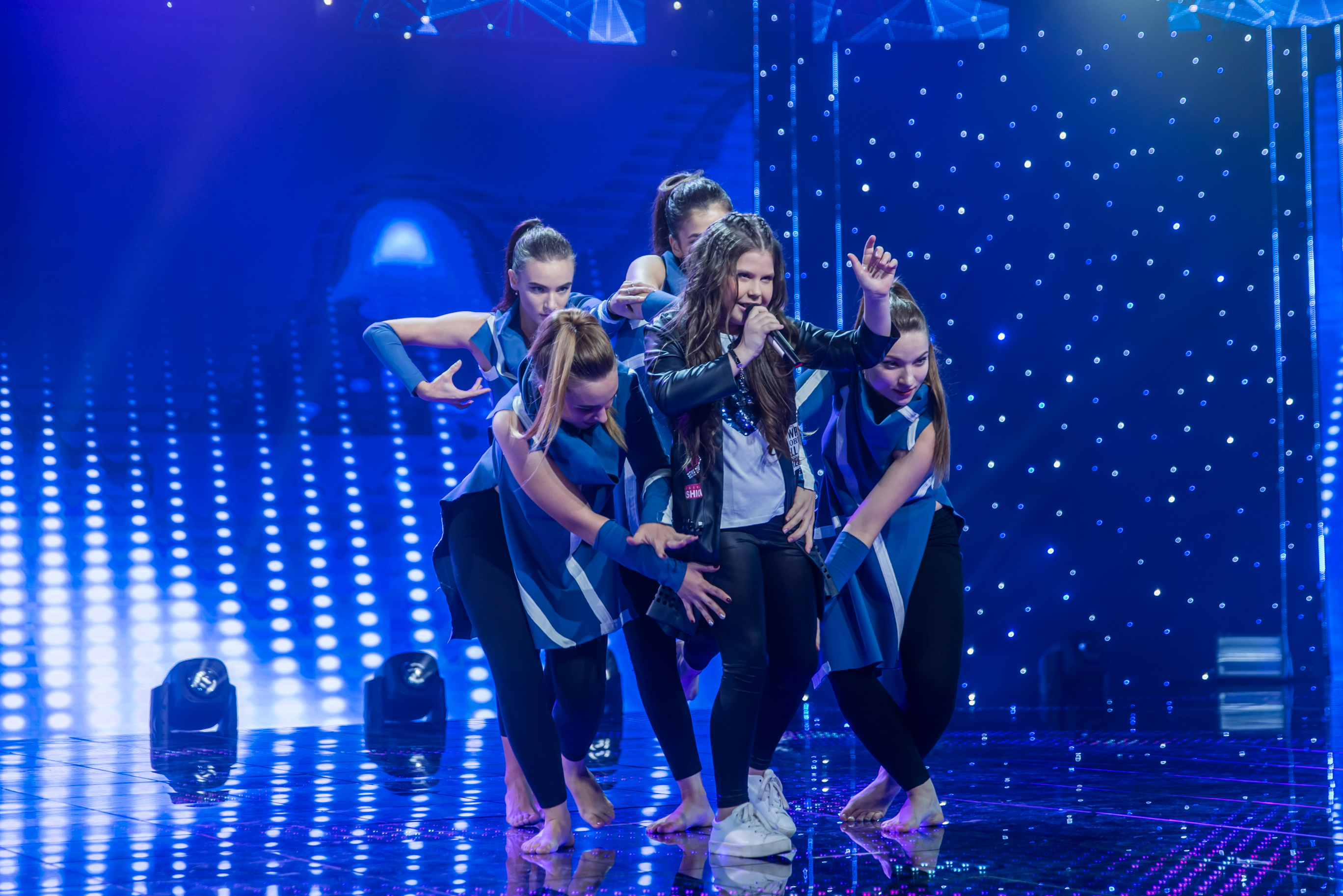
Арина Пехтерева
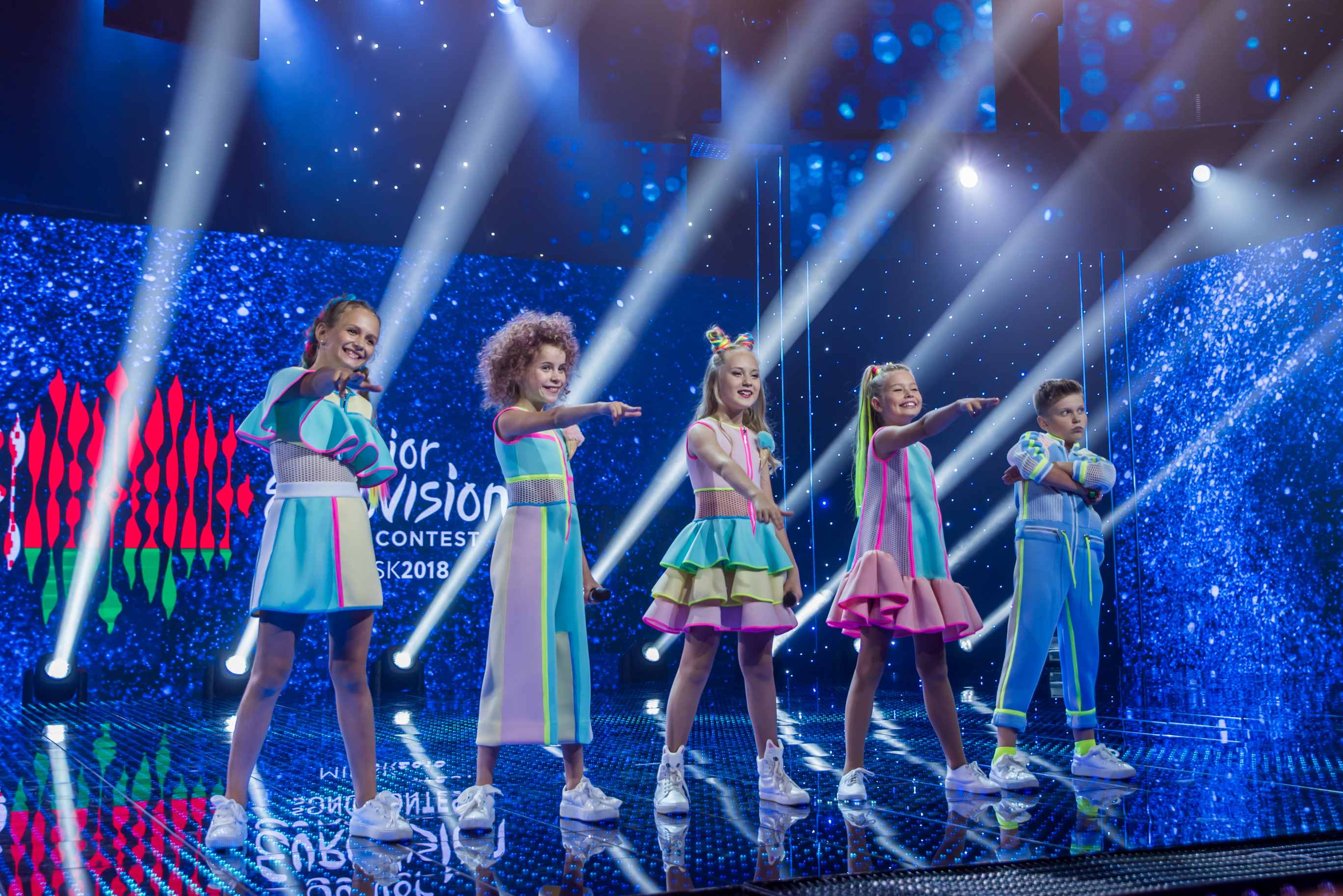
Группа «Нескучный возраст»
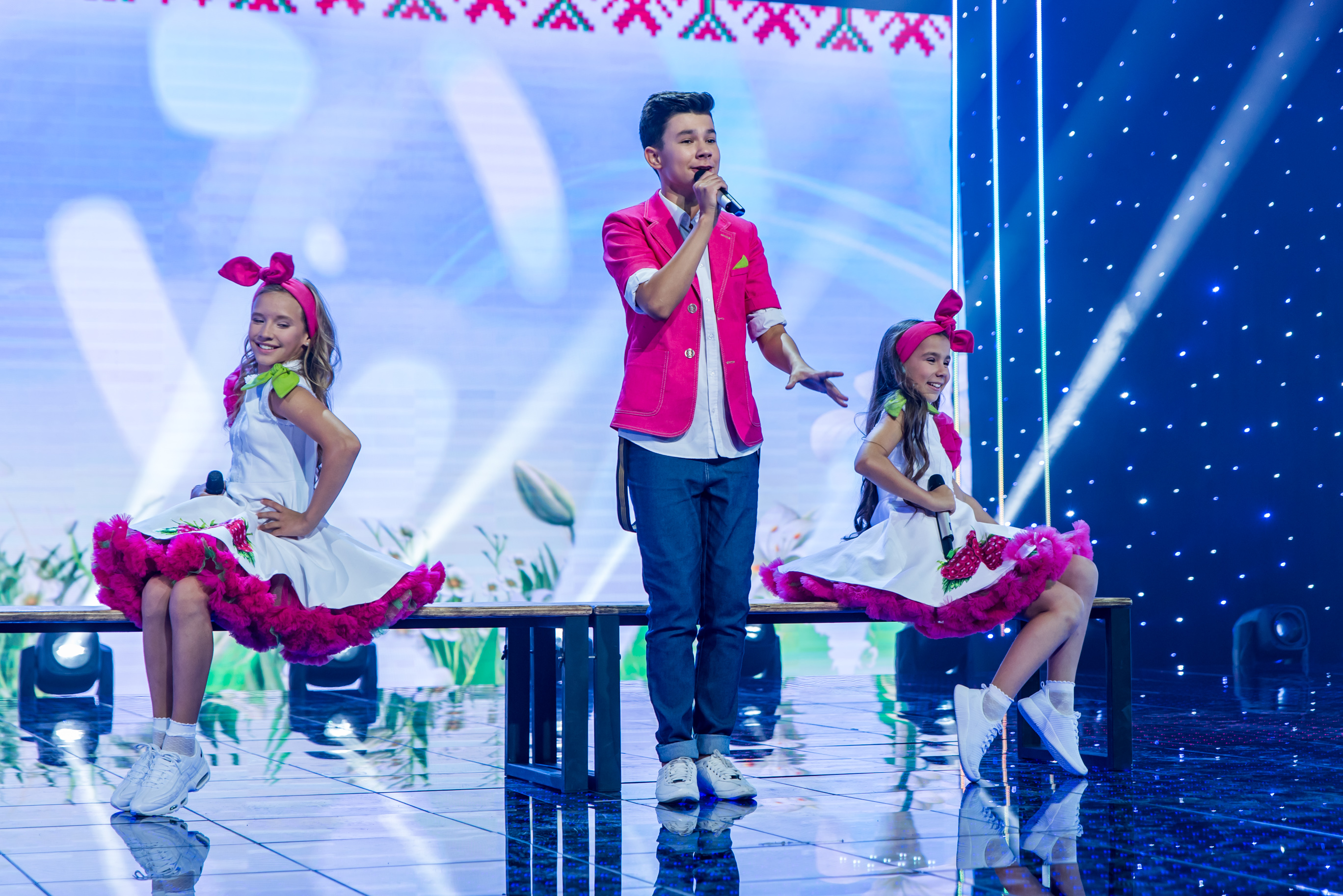
Трио «Малина»
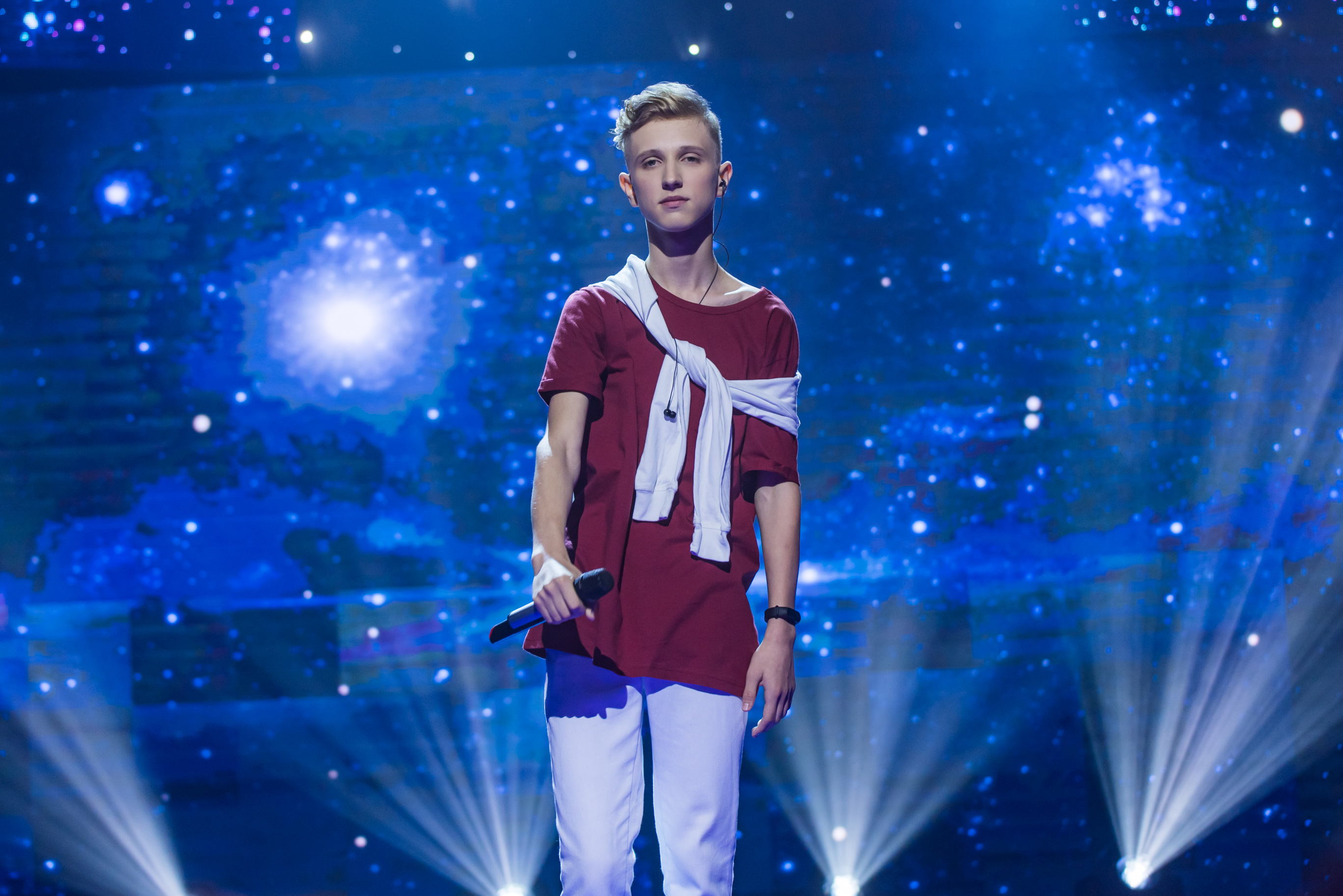
Ян Мусвидас
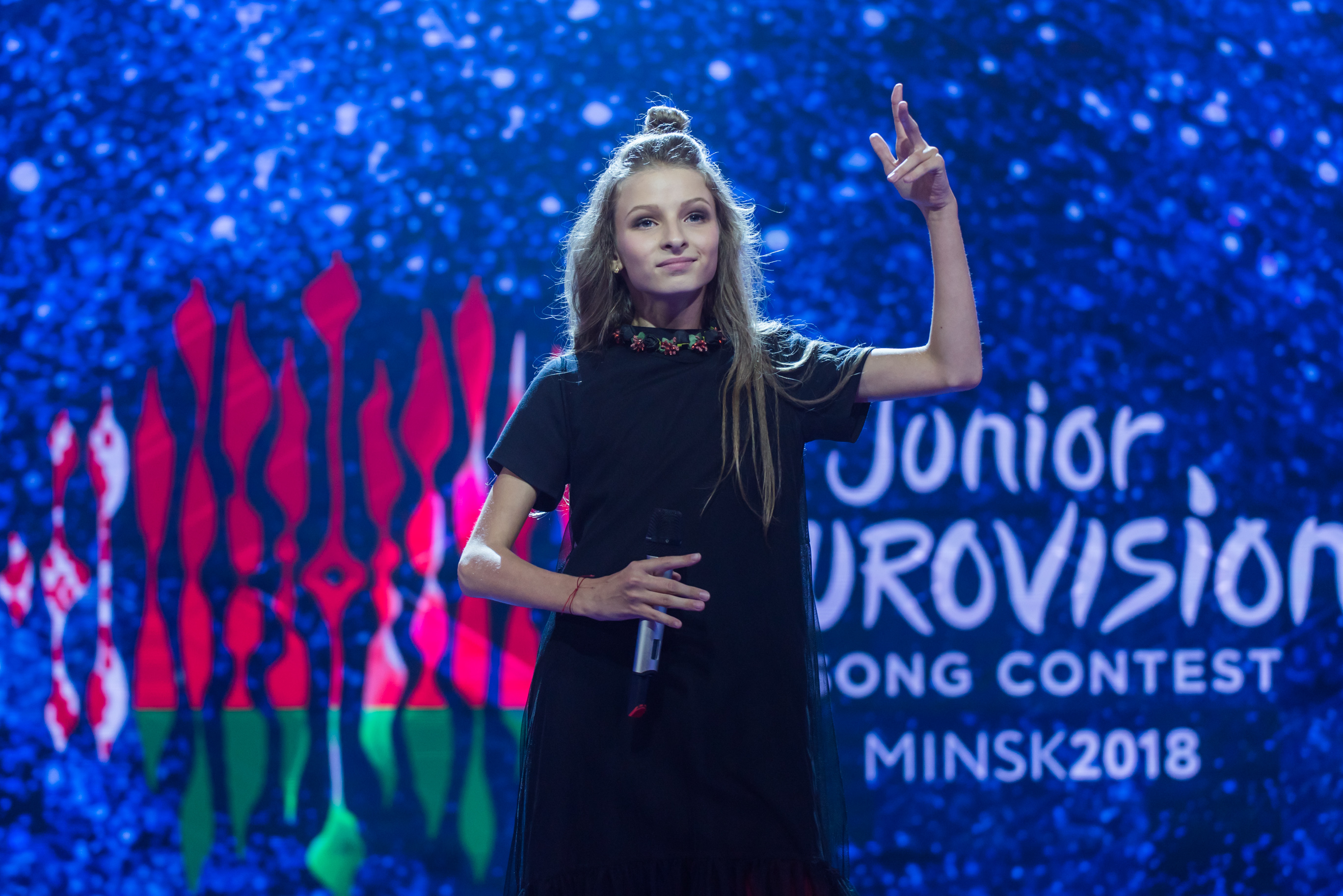
Варвара Асмыкович
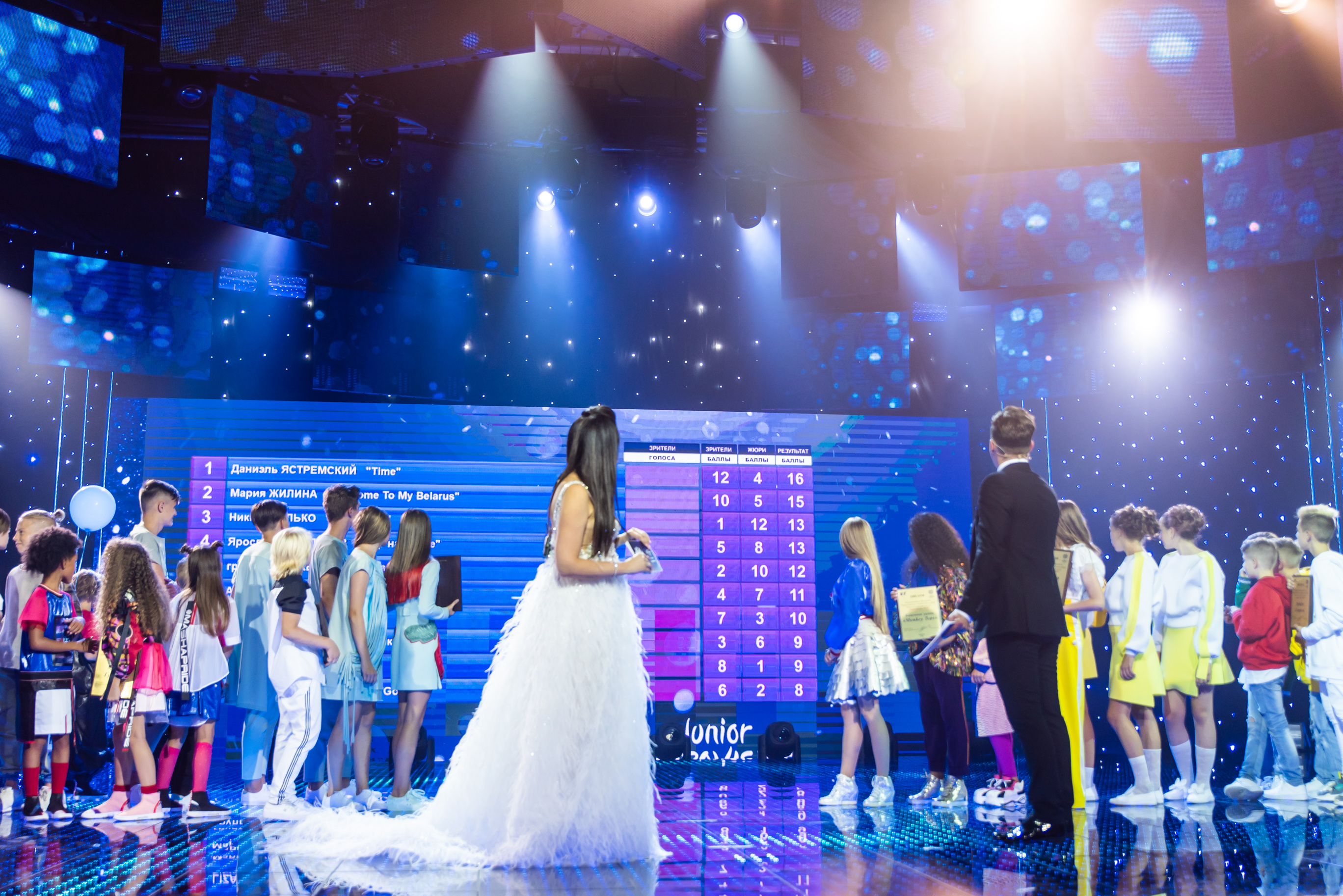
Результаты голосования
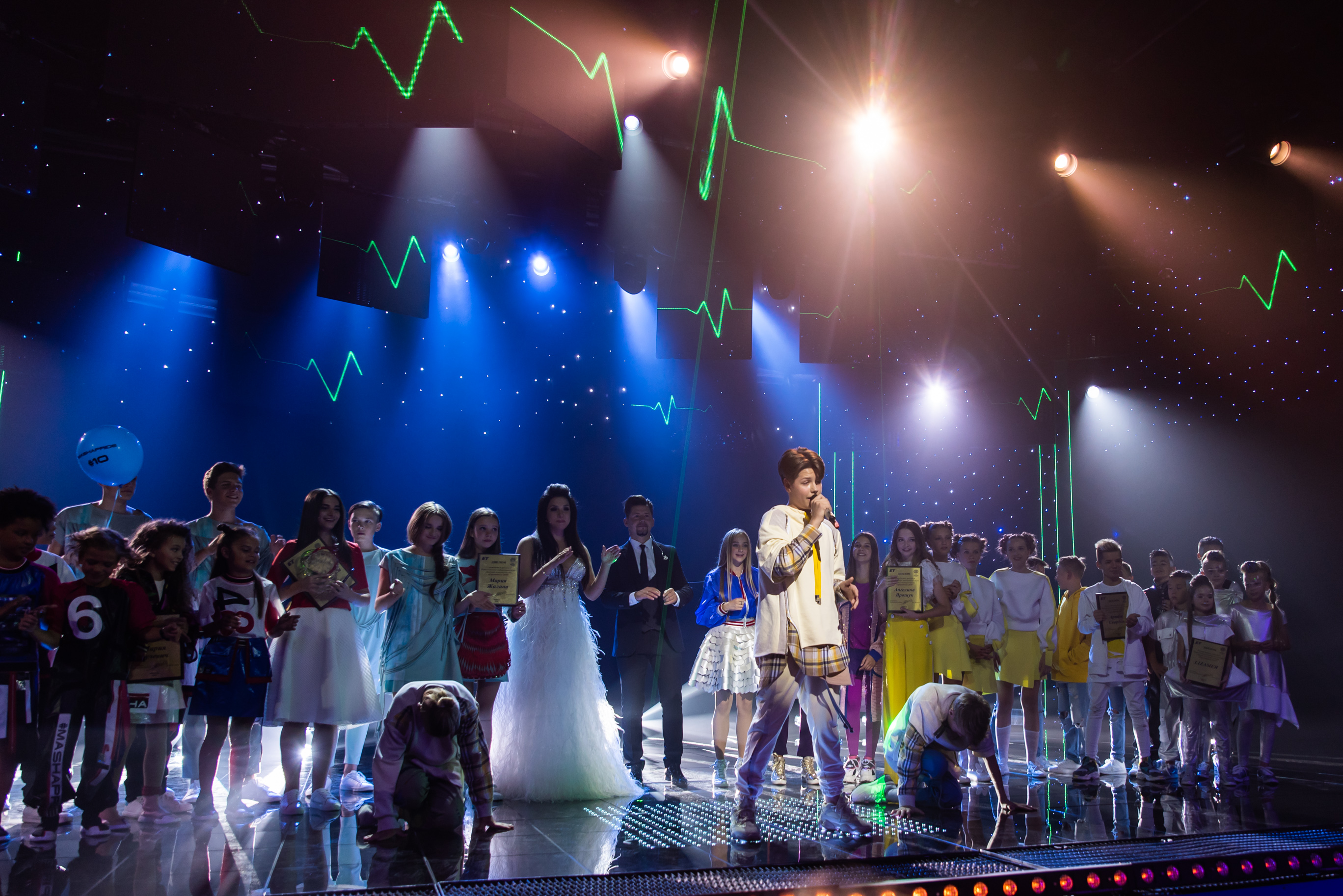
Даниэль Ястремский. Песня победителя
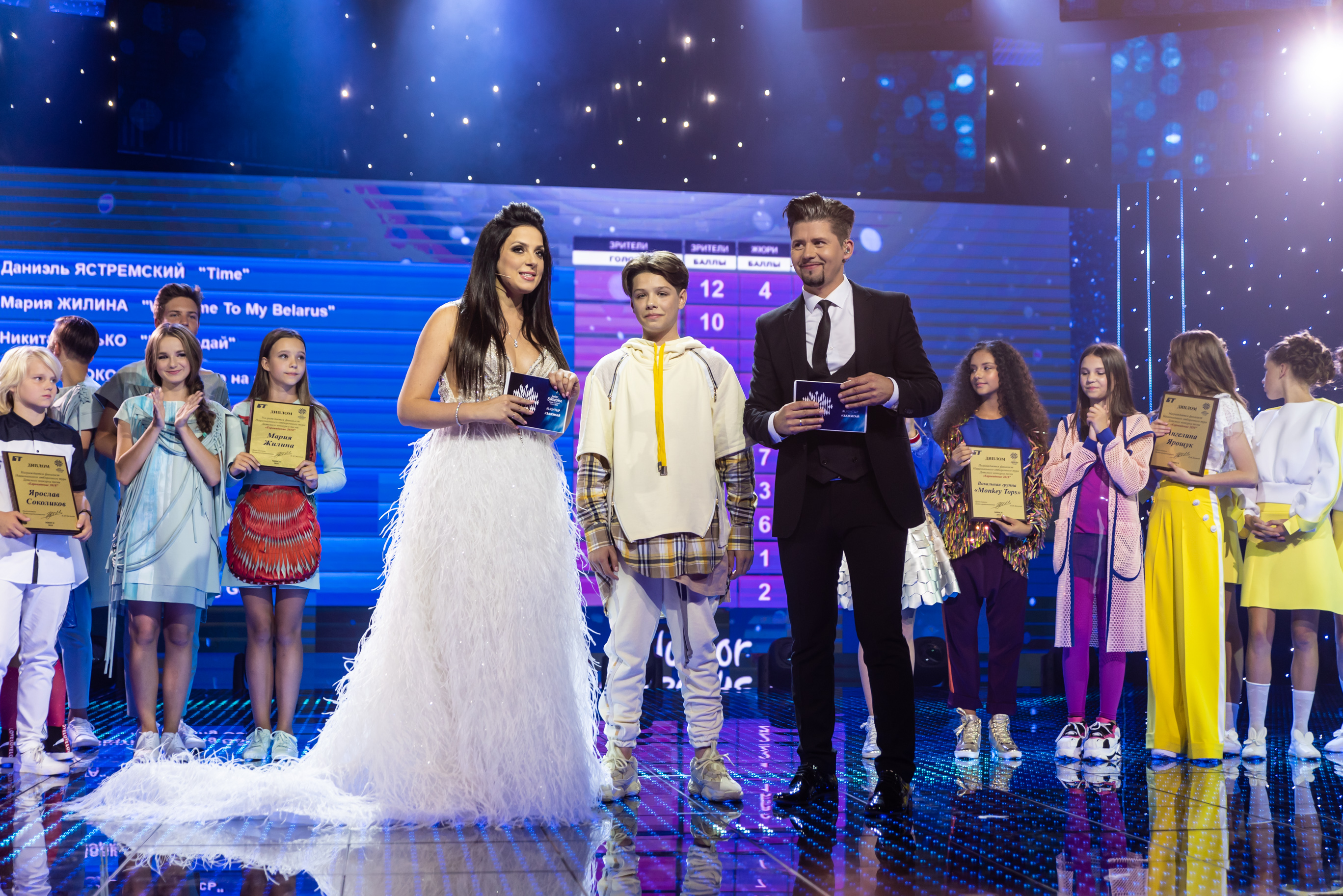
Ведущие и Даниэль Ястремский
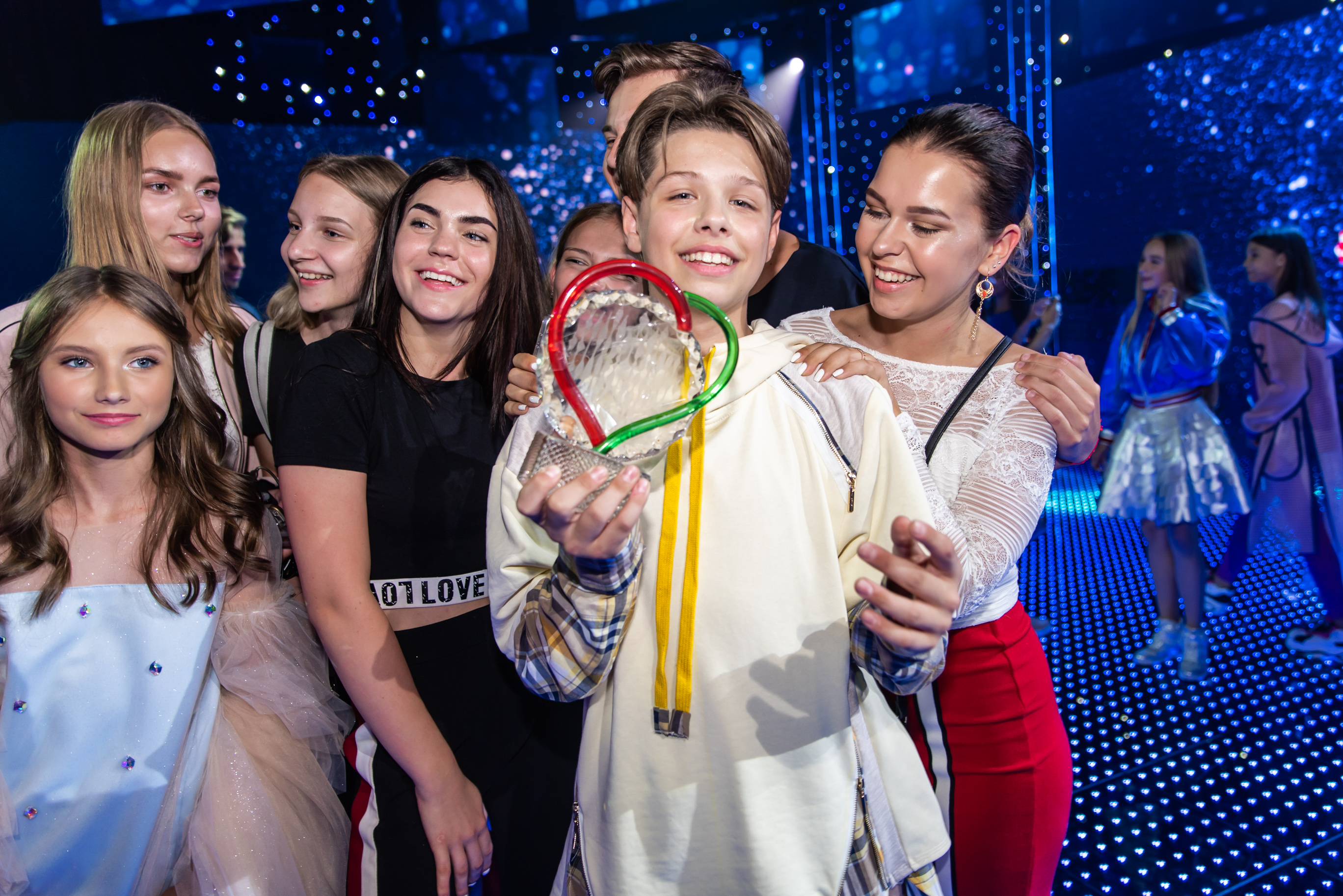
Даниэль Ястремский с призом

На конкурсе Даниэль Ястремский занял 11 место, набрав 114 баллов.

### 2019 год
20 сентября 2019 года в студии Белтелерадиокомпании в формате гала-концерта прошёл финал очередного белорусского национального отбора на «Детское Евровидение». До этого в отборочном туре из 38 исполнителей были выбраны 10, все — девочки. Ведущими концерта стали Хелена Мерааи, которая представляла Беларусь на конкурсе прошлого года, и Андрей Макаёнок. Победу в национальном отборе одержала четырнадцатилетняя Елизавета Мисникова с песней «Пепельный»: и жюри, и зрители оценили её выступление в 10 баллов. Победительнице было вручено специально изготовленное хрустальное сердце.
24 ноября на «Детском Евровидении» в Гливице Елизавета, выступившая под седьмым номером, заняла 11 место, набрав 92 балла.

### 2020 год
В 2020 году из-за пандемии COVID-19 национальный отбор белорусского участника «Детского Евровидения — 2020» прошёл в новом формате. Чтобы избежать массовых скоплений людей, Белтелерадиокомпания не стала организовывать концерт, а выбрала представителя Беларуси путём внутреннего отбора. Победителем стала двенадцатилетняя Арина Пехтерева с песней «Пришельцы». Тематика песни тесно связана с пандемией и ограничениями, вызванными ею. Сценический номер выступления участницы был снят в студии Белтелерадиокомпании и показан по белорусскому телевидению.
По обновлённому регламенту Европейского Вещательного Союза, в 2020 году «Детское Евровидение» не проходило в формате концерта, а страны-участницы должны были записать номера своих представителей своими силами заранее. Зрители могли увидеть международный конкурс лишь в формате прямой трансляции. По итогам этого конкурса, который состоялся 29 ноября, Арина заняла 5 место со 130 баллами.

### 2021 год
1 июля 2021 года Европейский вещательный союз приостановил членство белорусского телевещателя БТРК. Позднее, Иван Эйсмонт, генеральный директор белорусского телевещателя БТРК, сообщил, что заморозка членства в ЕВС должна была истечь 1 июля 2024 года, что сделало бы возможным участие Беларуси на «Детском Евровидении — 2024», однако 23 апреля 2024 года Европейский вещательный союз сообщил, что приостановка членства белорусского телевещателя БТРК является бессрочной и у них «нет оснований менять свою позицию», поэтому страна в дальнейшем более не сможет участвовать в конкурсах «Евровидения».